# Kirche Rerik

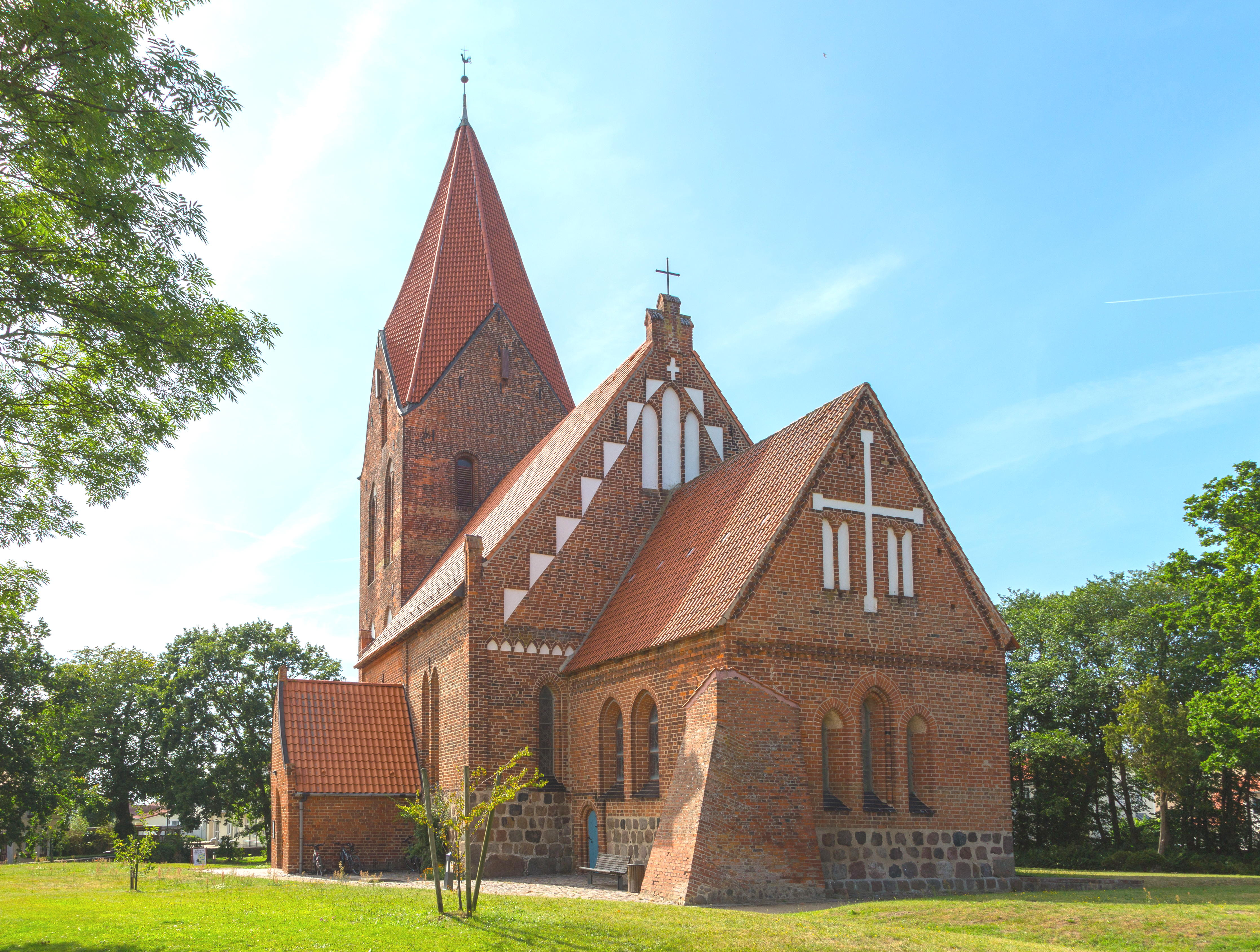
Kirche in Rerik, von Osten

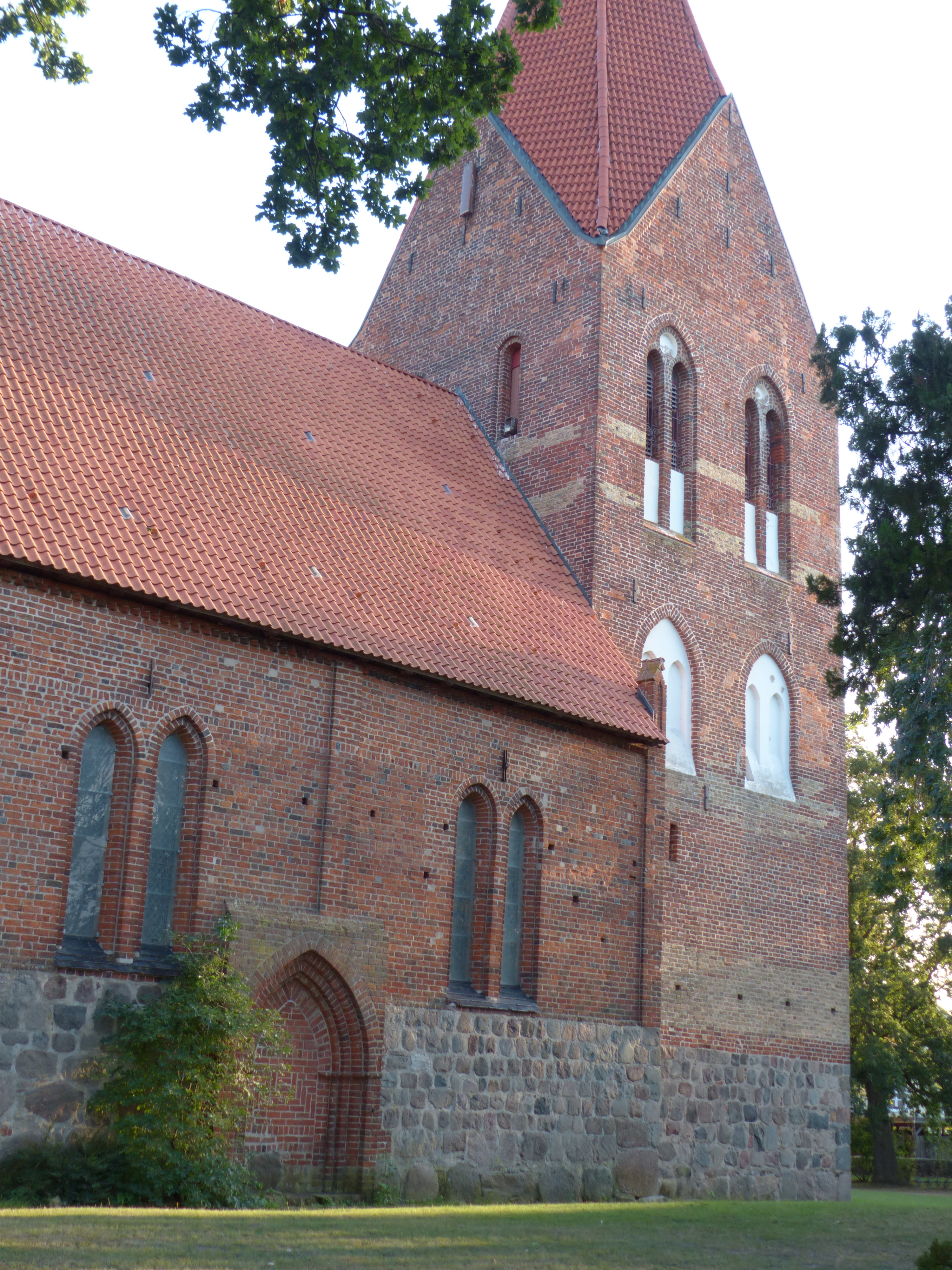
Schiff und Turm von Nordosten

Die St.-Johannes-Kirche in Rerik ist eine Kirche der Verbundenen Kirchgemeinde Rerik-Biendorf im Landkreis Rostock. Die Gemeinde gehört zur Propstei Wismar, Kirchenkreis Mecklenburg der Evangelisch-Lutherischen Kirche in Norddeutschland.

## Geschichte

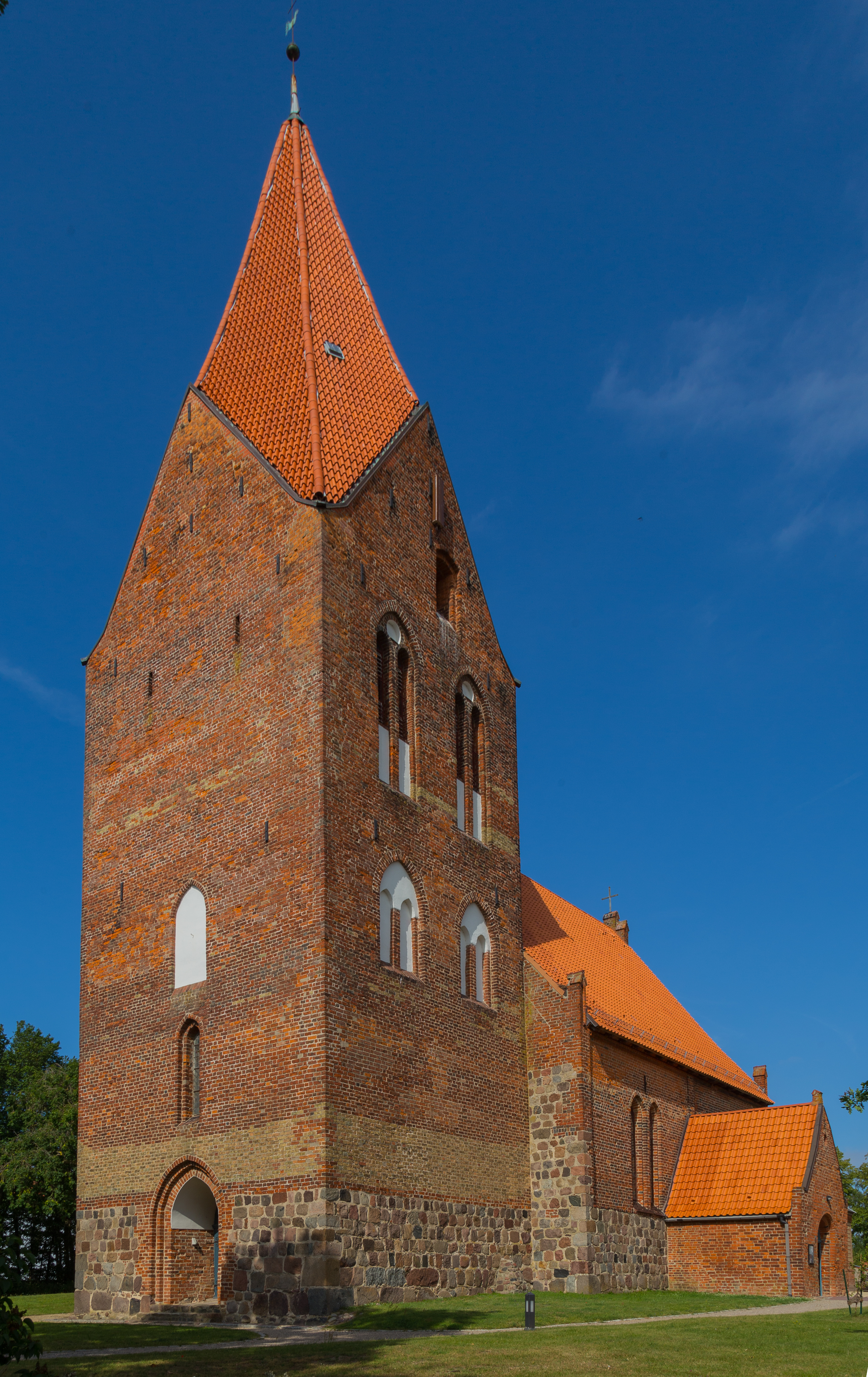
Kirchturm von Westen

Zwischen 1245 und 1300 wurden drei Geistliche, die Pastoren, Dietrich, Johann und Berthold zu Alt Gaarz genannt. Das Fischerdorf selbst wurde aber erstmals 1267 bei der Aufzählung des Güterbesitzes vom Kloster Sonnenkamp im heutigen Neukloster erwähnt. Am 26. Mai 1267 verlieh Papst Clemens IV. dem Nonnenkloster in Neukloster einen Schirmbrief und am 25. Januar 1271 bestätigte Fürst Heinrich von Mecklenburg dem Kloster den Besitz aller Güter, auch Alt Gaarz. Die westlich am Ort liegende Halbinsel Wustrow wurde 1273 erstmals erwähnt, war im 14. Jahrhundert Sitz der Familie von Moltke und bis 1590 der Familie von Oertzen. 1567 ging Alt Gaarz in Flammen auf, der Brandstifter soll der Küster Severinus Helmich gewesen sein, ein Erzbösewicht, hatte die Gerberkammer aufgebrochen und alles gestohlen. Das Fischerdorf brannte ab, nur die Backsteinkirche blieb stehen. 1591 saßen die von Vieregge auf Wustrow.
Nach dem Dreißigjährigen Krieg fielen Wismar, die Insel Poel und das Amt Neukloster bis 1803 an Schweden. Auch der Pfarrer Christian Wulf hatte unter dem betrübten Kriegswesen zu leiden. So wollte man 1639 alle Zimmer im Pfarrhaus anzünden, was zwar nicht geschah, doch nach erfolgter Einquartierung war das Pfarrhaus völlig ruiniert. All Hausrat ist ausgeplündert und zunichte gemacht, sein Korn und Vieh hat er zusetzen müssen. Ein halbes Jahr später starb die Pfarrersfamilie an der Pest.
Von alten Zeiten her bis nach 1668 lag das Patronat beim Herzog von Mecklenburg. Danach übernahmen die Besitzer auf Wustrow das Kirchenpatronat, ab 1848 kam es wieder zur Landesherrschaft zurück. Während der Schwedenherrschaft erwarb der schwedische Oberst und Kommandant von Wismar, Erich Hansson Ulfsparre, Wustrow. 1666 wurde Helmuth Otto Freiherr von Winterfeld genannt, nach 1696 waren die von Pleesen auf Wustrow. 1760 die von Kettenburg, 1782 die Familie Goldschmied und ab 1820 die Familie Stever.
Ab 1860 war zweiundzwanzig Jahre lang Johann Steinsaß Pfarrer in Rerik. Er soll ein Original im Denken, Reden und Handeln gewesen sein. Doch aus der Gemeinde war auch Klage geführt worden, da er sich nicht genügend auf seine Predigten vorbereitete. Eines Sonntags erschien in der Kirche unter den Zuhörern der Superintendent Scheven. Doch Steinsaß hatte vorher von dem hohen Besuch erfahren und sich diesmal vorzüglich präpariert, er hielt eine ausgezeichnete Rede. Als er von der Kanzel stieg, streifte er den Stuhl Schevens. Im Vorübergehen beugte er sich zu ihm hinüber und flüsterte dem Superintendenten, mit dem er von der Universität her auf Du und Du stand, zu: Häh, Korl, dat harrst woll nicht dacht?

## Baugeschichte
Die stattliche Kirche des früheren Ortes Alt Gaarz, das 1938 in Rerik umbenannt und zur Stadt erhoben wurde, ist ein Mitte des 13. Jahrhunderts errichteter Backsteinbau. Nach neuesten dendrochronologischen Datierungen soll die hölzerne Dachkonstruktion des Chors von 1243 stammen, die des Schiffs aus der Jahrhundertmitte.
Die späte Entstehungszeit des Turmes nach 1400 verwundert nicht, auch in unmittelbarer Küstennähe wurden zahlreiche Kirchen zunächst ohne Turm errichtet, wiewohl vorhandene Türme als Seezeichen. Ob es einen Vorgängerturm gab, ist nicht bekannt.
Die Ausmalung der Kirche 1668 im Auftrag des Landesherrn schuf der Wismarer Maler Hinrich Greve. Bei der Restaurierung 1974 wurden Ausschnitte der ursprünglichen Wandmalereien um 1300 freigelegt. Die Gesamtrestaurierung erfolgte in den Jahren 1971 bis 1979.
Die Dächer vom Chor und Langhaus wurden von 1992 bis 1993 instand gesetzt und mit neuen Dachziegeln eingedeckt. Die Farbgläser in der Dreifenstergruppe des östlichen Chores wurden 2001 durch die Glaserei Rolf Köhler aus Kühlungsborn ausgebessert. 2006 wurde im Turm eine neue Treppe eingebaut.

## Baubeschreibung

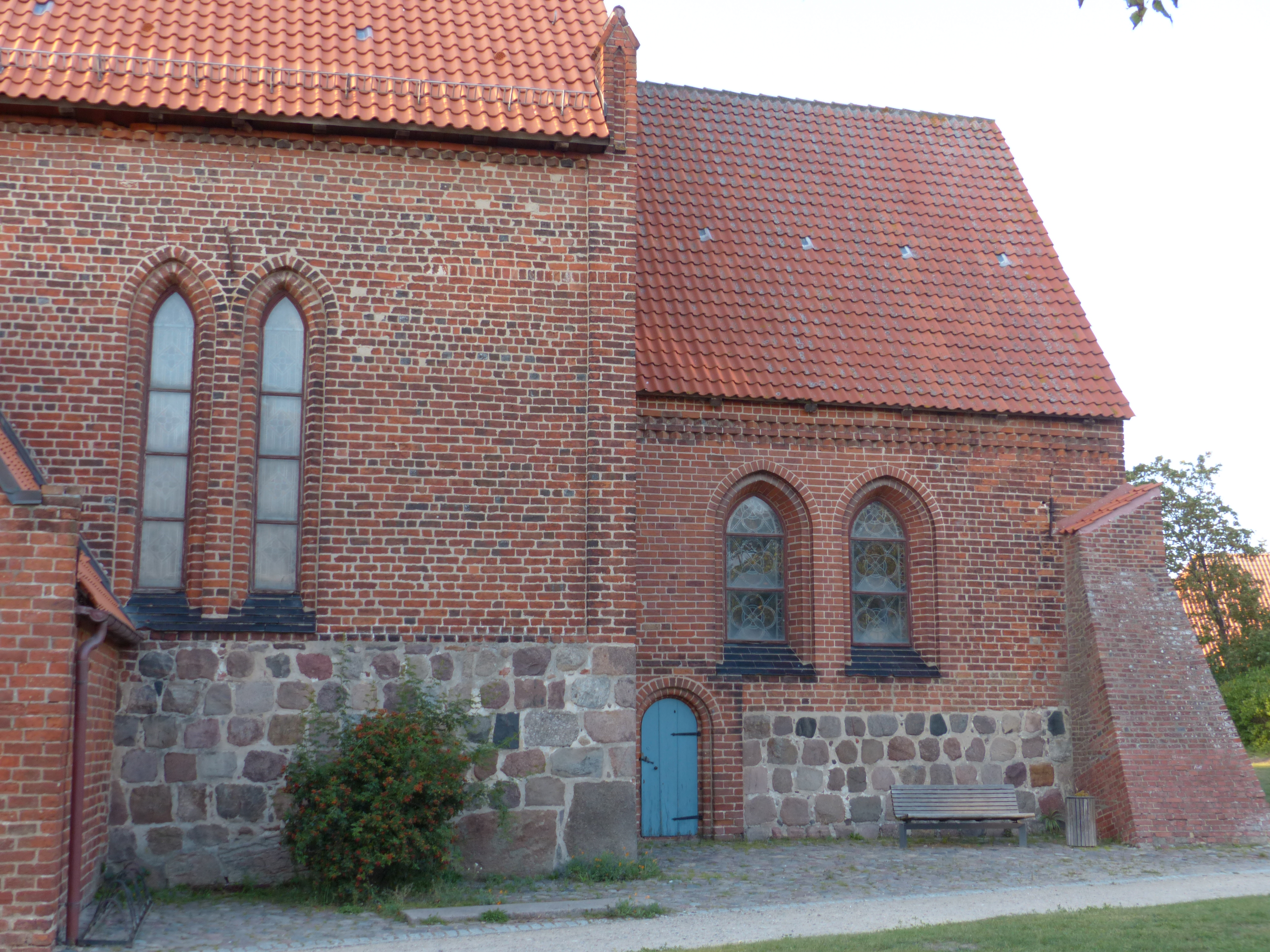
Östliches Schiffsjoch und Chor von Süden

Die Kirche zu Rerik ist im mecklenburgischen Küstengebiet eines der besten Beispiele eines frühgotischen Backsteinbaus, vergleichbar mit Stadtkirchen der näheren Umgebung, wie Neubukow. Mit ihrem drei Joche breiten und zwei Joche langen Schiff ist sie eine Hallenkirche. Der aus einem quadratischen Joch bestehende Chor ist stärker eingezogen als der ebenfalls quadratische Westturm. Die Seiteneingänge des Schiffs liegen beidseits genau in der Mitte der Längswände, mithin interessanterweise unter den von Konsolen gestützten Ecken der Seitenschiffsjoche. Das Südportal ist mit einer Vorhalle versehen, das vermauerte Nordportal ebenso spitzbogig wie das Westportal.

### Äußeres

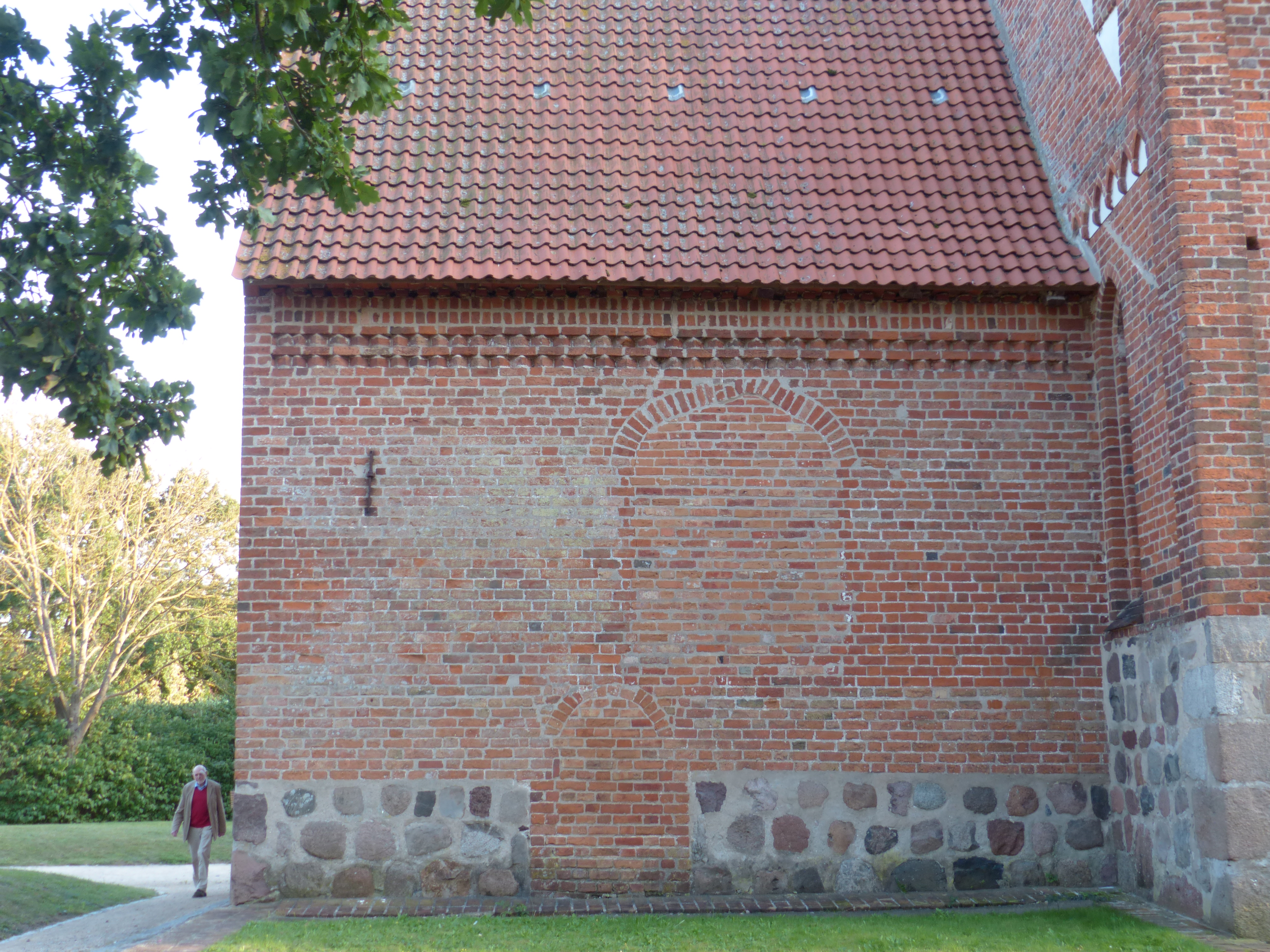
Südvorhalle von Osten

Alle Bauteile außer dem Giebel der Vorhalle haben Wandsockel von unter einem bis über zwei Metern Höhe aus gequadertem Feldstein.
Nach im 21. Jahrhundert aktualisierten dendrochronologischen Daten ist der Chor (um 1242), etwa zehn Jahre älter als das Hallenschiff (um 1250). Auffällig der Rundbogen über der Priesterpforte an der Südwand und der umlaufende doppelte Zahnfries unter der Traufe als Schmuckform. Über der gestaffelten Dreifenstergruppe in der Ostwand liegt im Giebeldreck zwischen spitzbogigen Zwillingsblenden ein großes Blendenkreuz. In der südlichen Chorwand befindet sich eine Zweifenstergruppe.
An der südöstlichen Ecke des Chores wurde im 18. Jahrhundert ein massiver, gemauerter Stützpfeiler angesetzt und die südlichen Chorfenster vergrößert. Die Dachtraufen des Chors liegen niedriger als die Scheitel der seitlichen Langhausfenster.
Angesichts der deutlich unterschiedlichen Breiten von Chor und Schiff ist der Höhenunterschied der Dachfirste nicht verwunderlich. Gemeinsam mit den Fensterpaaren geben die Lisenen ein bestimmtes Muster vor, die Längswände werden in je zwei gleichartige Kompartimente gegliedert. Neben zwei einfachen Lanzettfenstern weist das Kirchenschiff noch vier ebenfalls spitzbogige Fensterpaare auf. Der umfangreiche, alle Fenster umfassende Bestand an ornamentaler Glasmalerei aus der zweiten Hälfte des 19. Jahrhunderts ist in fensterweise variierenden Teppichmustern gestaltet. An der Ostwand des Langhauses befindet sich ein Spitzbogenfries und im Giebel ein steigender Treppenfries und gestaffelte Dreierblende.
Im Westen erhebt sich ein quadratischer Turm mit hohem achtseitigen Spitzhelm, auch Bischofsmütze genannt. Der Turm ist wie die südliche Portalvorhalle eine Zutat der Spätgotik, wohl nach 1400. Besonders auffällig ist seine blockhaft kubische Form. Die Blenden und segmentbogigen Schallluken der Seitenwände sind paarig und werden durch Koppelblenden zusammengefasst. Nahtlos gehen alle vier Seitenwände in die schmucklosen Schildgiebel des Turmhelmes über.

### Inneres

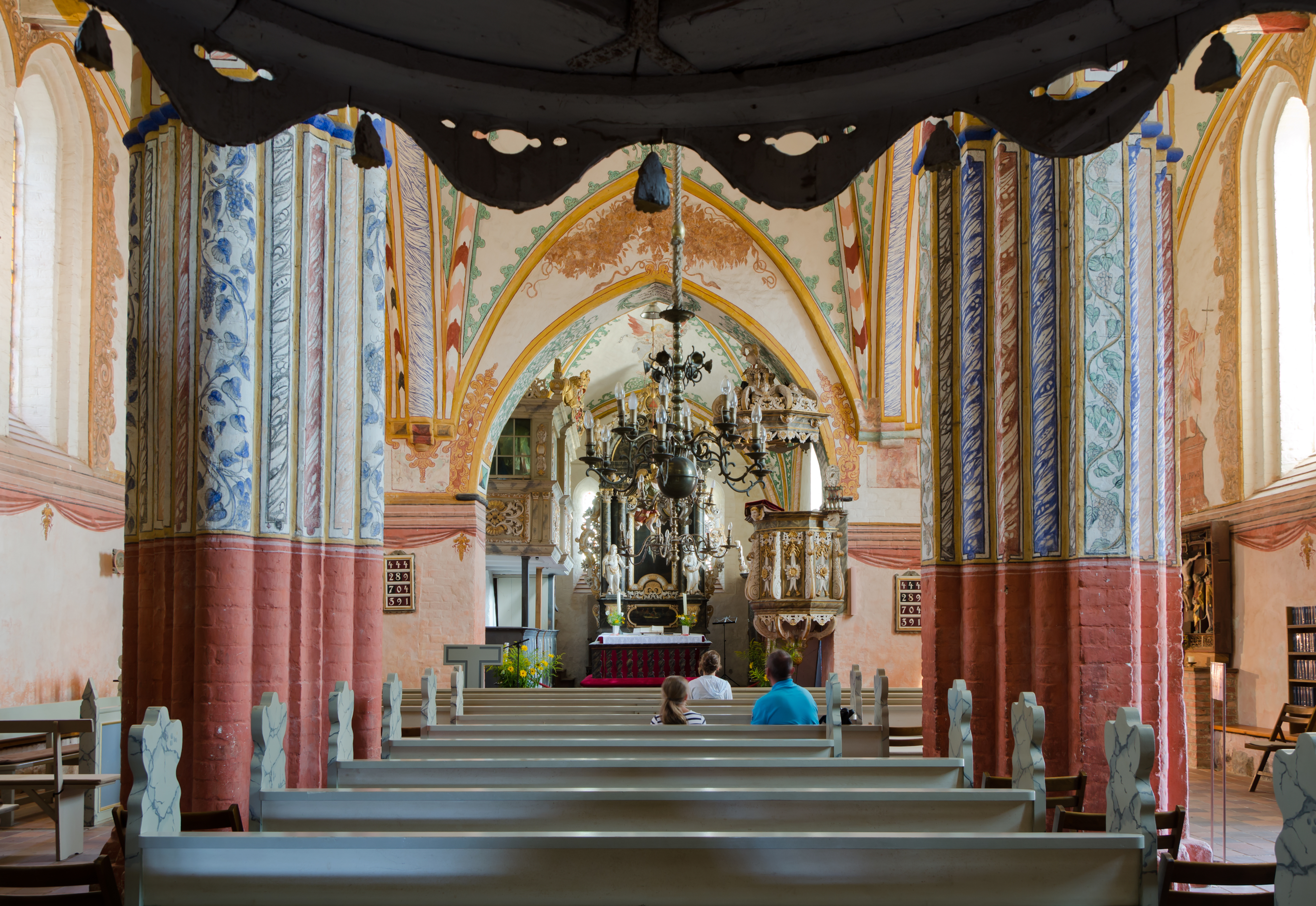
Vom mittleren Westjoch zum Altar

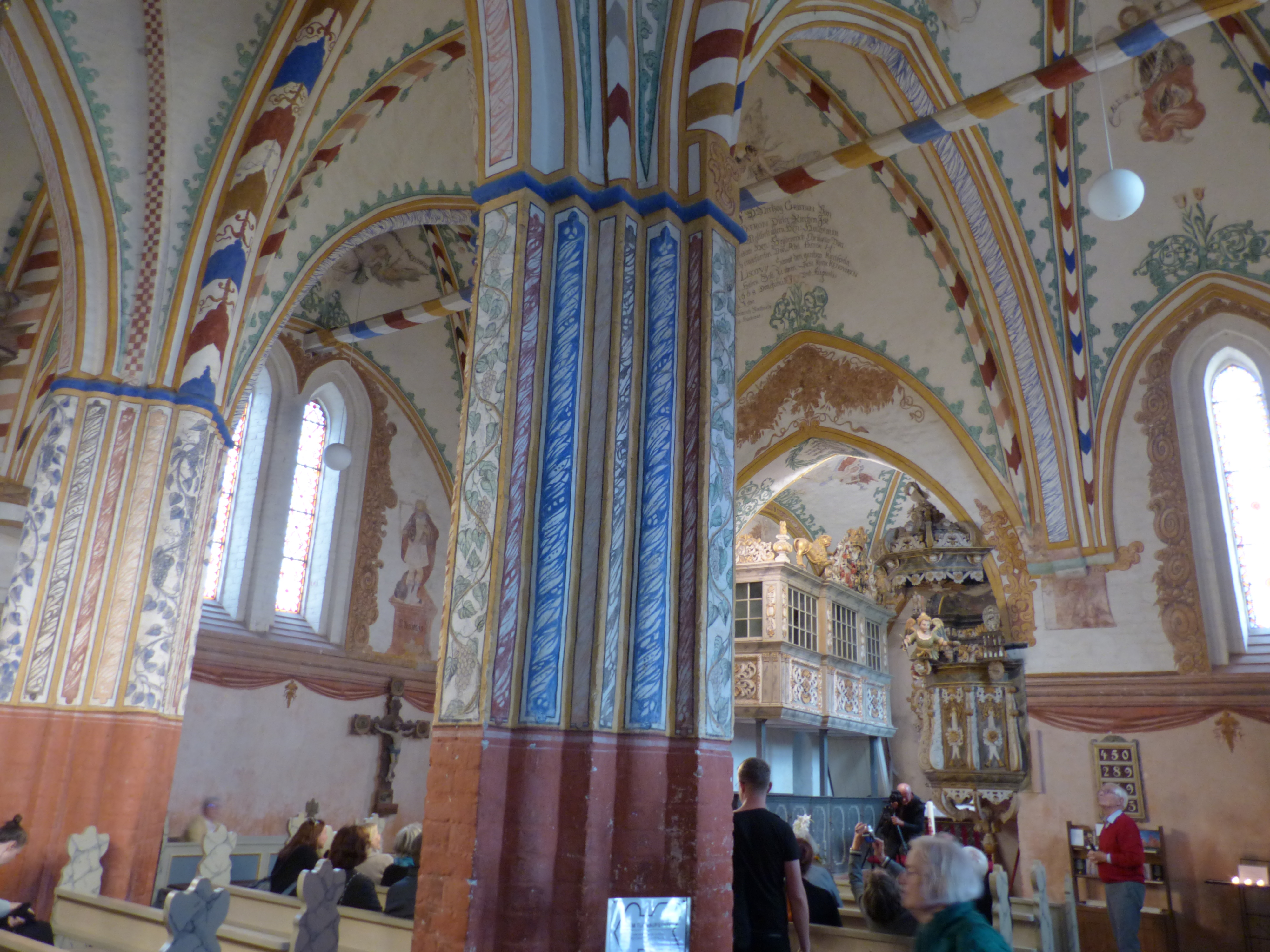
Vom südwestlichen Seitenschiffsjoch ins östliche Mittelschiffsjoch

Der rechteckige Chor ist mit einem einjochigen Kreuzgratgewölbe gedeckt. Der Triumphbogen zwischen Chor und Schiff ist ebenso spitzbogig wie alle übrigen Bögen des Kirchenraums, aber mit seinem breiten rechteckigen Querschnitt weniger fein gestaltet.
Das Langhaus ist durch zwei Pfeiler in sechs Joche geteilt, die ein breites Hauptschiff und zwei schmalere Seitenschiffe bilden. Die Gewölbebasen aller drei Schiffe liegen auf gleicher Höhe, jedoch reichen die Joche des Mittelschiffs höher als die der Seitenschiffe. Die Gurtbögen aller drei Schiffe haben runde Unterzüge. Von den Arkadenbögen hat nur der nordöstliche einen solchen Unterzug. Der Chor hat die gleiche Breite wie das Mittelschiff, und die östlichen Stirnwände beider Seitenschiffe sind mit Fenstern versehen. Die westlichen Stirnwände sind hingegen fensterlos, da der mächtige Westturm bis vor deren Mitten reicht.
Der südliche Pfeiler ist ein frühgotischer Kreuzpfeiler aus vier Rechteckprofilen, in deren Winkeln Rundstäbe eingefügt sind, die allerdings in dieser Kirche kurz vor dem Kämpferband in Rechteckprofile übergehen.
Der nördliche Bündelpfeiler besteht aus vier halbrunden und acht Viertelstäben sowie vier Kehlen, was stilistisch schon der Hochgotik zuzuordnen ist. Die Gewölbe sind Domikalgewölbe aus steilen und hoch aufragenden Kappen, es sind stark gebuste Kreuzgewölbe mit zarten Bandrippen und steilen spitzbogigen Gurten.
Die reiche Ausmalung wurde 1668 von Hinrich Greve aus Wismar ausgeführt und zeigt sich heute noch als ein Ensemble von einmaliger Vollständigkeit im Küstengebiet. Es überwiegen ornamentale Motive, die vor allem Bogenstellungen betonen. Die Fenster sind mit Muschelwerk gerahmt. Die raumgliedernden Elemente, wie Pfeiler, Scheidebögen, Gurt- und Diagonalrippen, sind durch Motive hervorgehoben, die auf ihre Körperlichkeit ausgerichtet sind. In den Gewölbekappen befinden sich Engel mit Spruchbändern. Auf den Flächen zwischen den Fenstern stehen Apostel auf Sockeln mit der jeweiligen Namensinschrift. Der in der Höhe der Fenstersohlbänke umlaufende Fries aus gerefftem Tuch ist ein Motiv, das bereits im Mittelalter Verwendung fand.

#### Altar

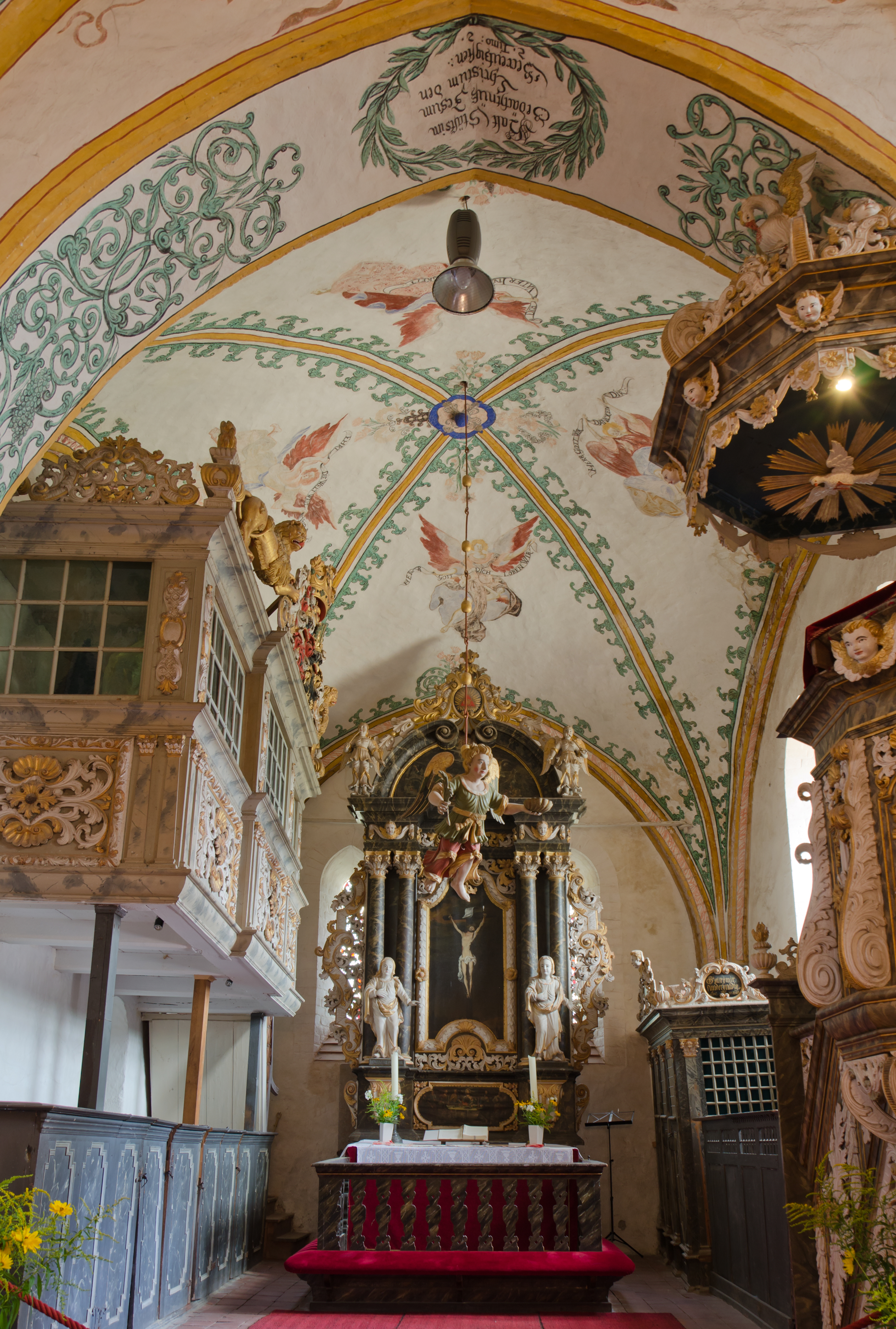
Barockaltar und Wustrowsche Empore

Der Hauptaltar besitzt heute einen Holzaufsatz von 1754/55. In der Predella befindet sich ein kleines Gemälde mit einer Abendmahlsszene. Darüber erhebt sich ein Architekturaufbau mit zwei marmorisierten und gekuppelten Säulenpaaren, die einen Architrav mit Cherubköpfen tragen. Die Säulen rahmen ein gemaltes Kruzifix und die Kreuzigung nach dem flämischen Maler Anthonis van Dyck. Vor ihnen stehen zwei allegorische Figuren. Akanthusschnitzereien vervollständigen die Komposition. Abgeschlossen wird der Aufsatz durch einen von Engelfiguren gehaltenen Lünettengiebel, der eine Himmelfahrtsszene zeigt.

#### Ehemaliger Hauptaltar
Im südlichen Seitenschiff steht auf einem Sockel der Schrein eines Schnitzaltars, wohl drittes Viertel des 15. Jahrhunderts. Er zeigt in einer vollplastischen Figurenkomposition als zentrale Szene den Gekreuzigten mit Maria und Johannes. Durch senkrechte Stäbe getrennt stehen beiderseits die Figuren Anna selbdritt unter einem bekrönenden Baldachin und Johannes der Täufer. Die Altarflügel und die Predella sind verloren gegangen.

#### Kanzel
Die Kanzel von 1751/52 mit prunkvollen Ornamentschnitzereien und einer vierteiligen Kanzeluhr. Das Dekor besteht fast ausschließlich aus Akanthusschnitzereien. Am Schalldeckel mit der Strebekrone erscheinen Cherubköpfe und die Taube als Symbol des Heiligen Geistes als figurale Motive, gekrönt durch den Pelikan, von dem die Legende berichtet, dass er seine toten Jungen mit seinem eigenen Blut wieder zum Leben erweckt habe. Ein Motiv, das gerne zur Symbolisierung des Erlösungsgedanken verwendet wurde. Eine Besonderheit an der Kanzel ist die vierteilige Predigtuhr. So konnte der Pfarrer seine Predigtzeit einhalten und seine Zuhörer abschätzen, wie lange die Predigt noch dauern würde.

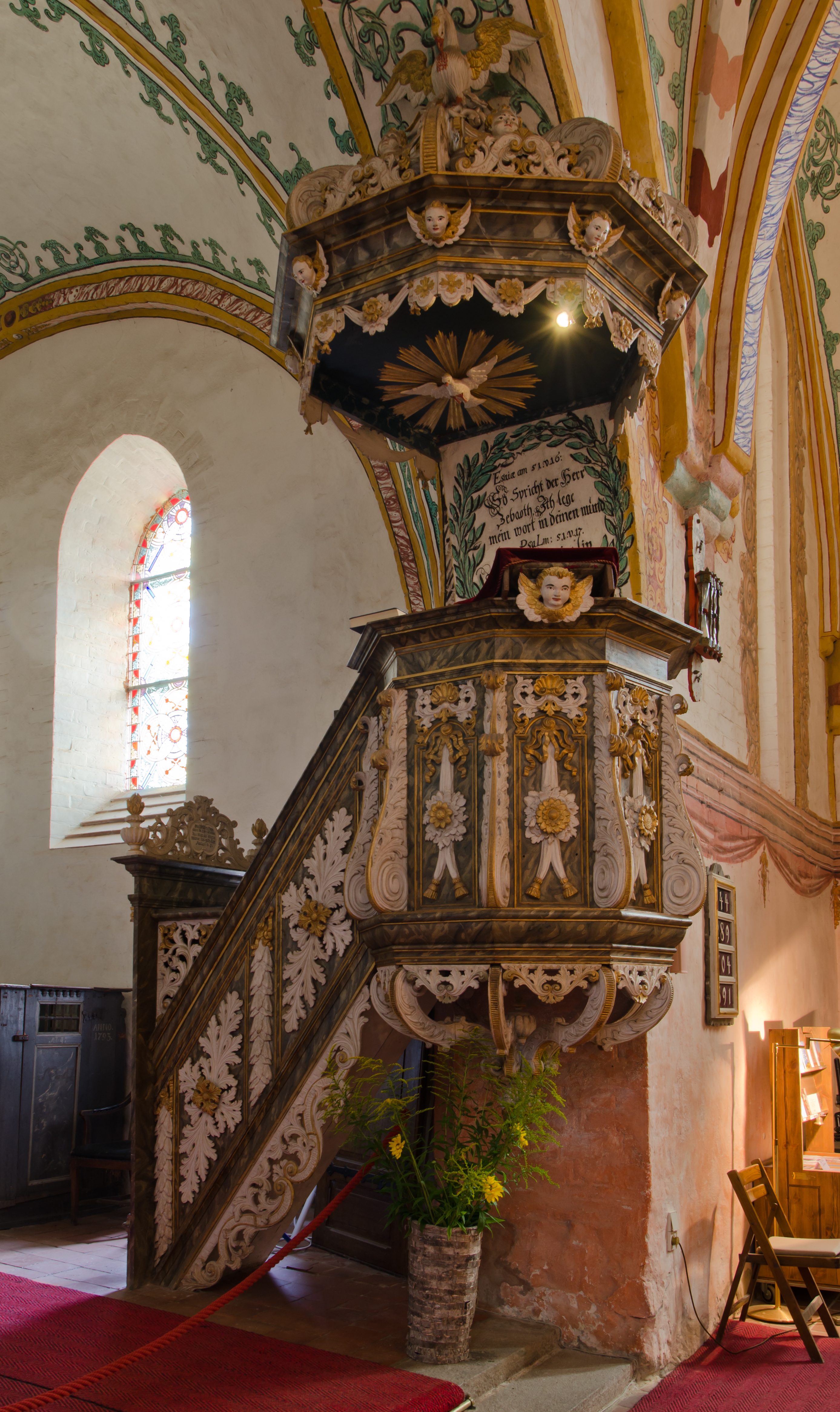
Kanzel
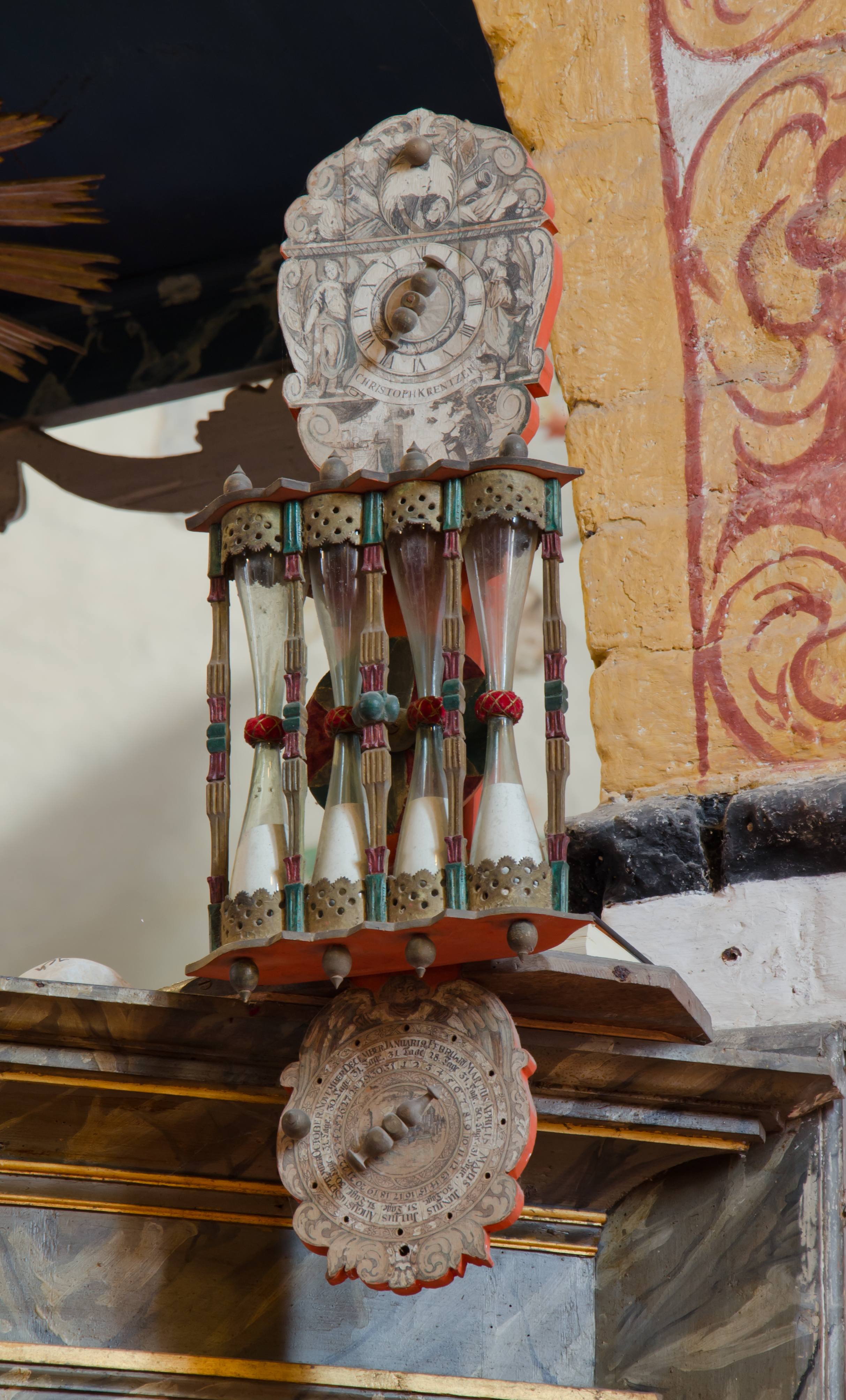
Vierteilige Predigtuhr
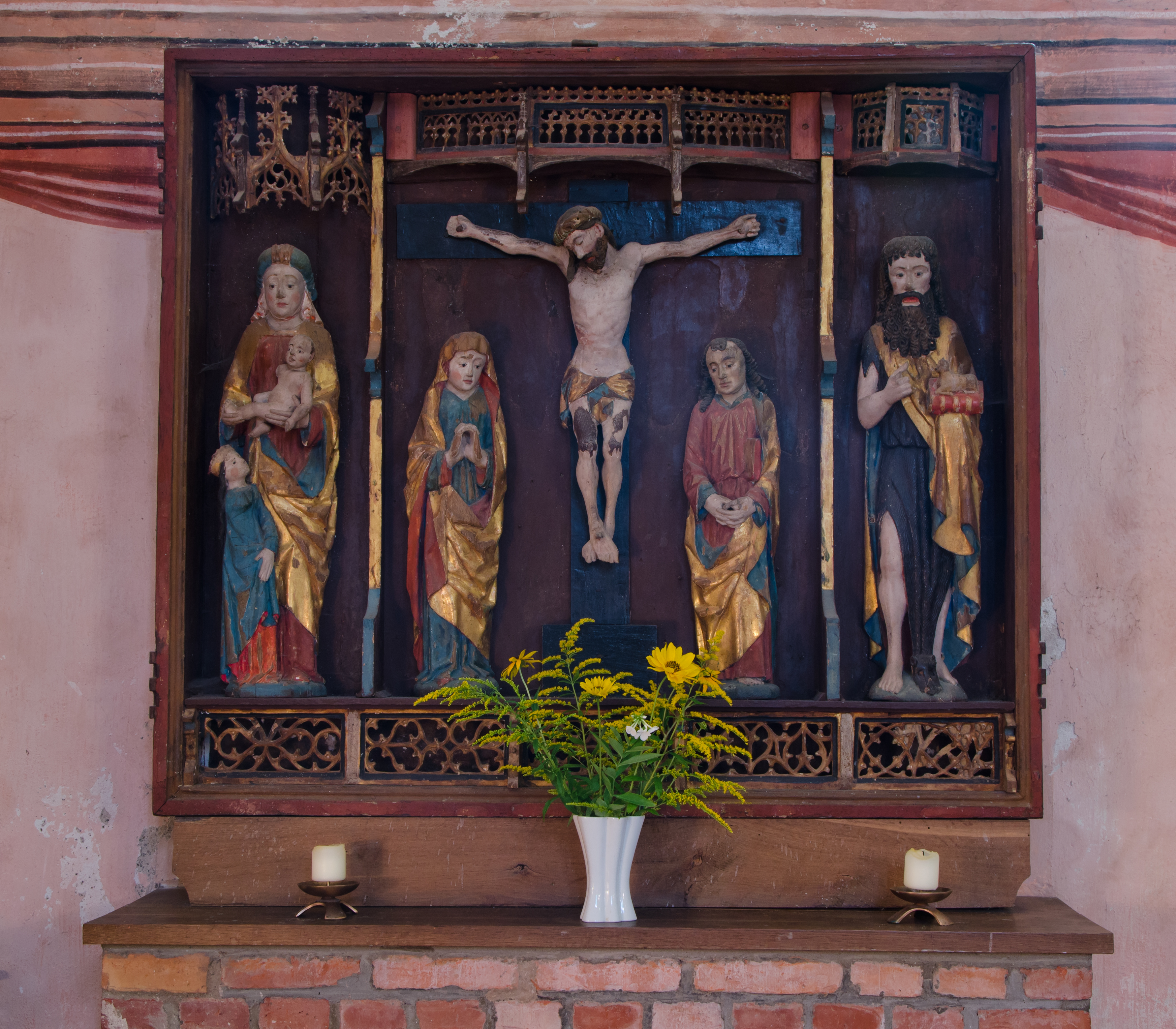
Ehemaliger Hauptaltar
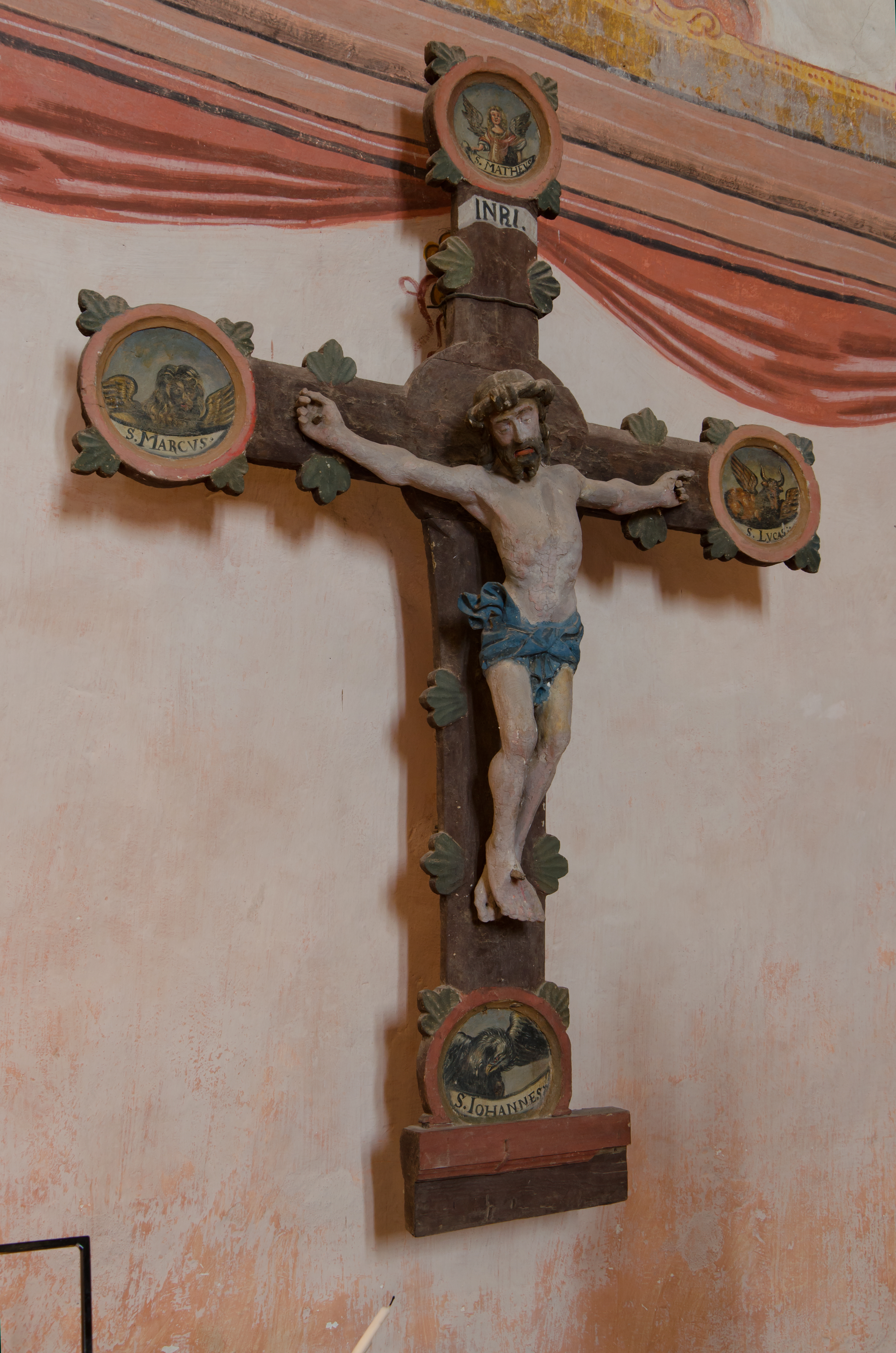
Triumphkreuz

#### Triumphkreuz
An der Nordwand über der Tauffünte hängt ein ehemaliges Triumphkreuz mit gemalten Evangelistensymbolen aus den Jahrzehnten um 1500. An den Kreuzarmen befinden sich die Medaillons mit dem geflügelten Menschen für Matthäus, dem Stier für Lukas, dem Löwen für Markus und dem Adler für Johannes. Ursprünglich stand das Triumphkreuz auf einem Balken unter dem Triumphbogen am Zugang zum Chor. Die dazugehörigen Assistenzfiguren Maria und Johannes sind nicht mehr vorhanden.

#### Tauffünte

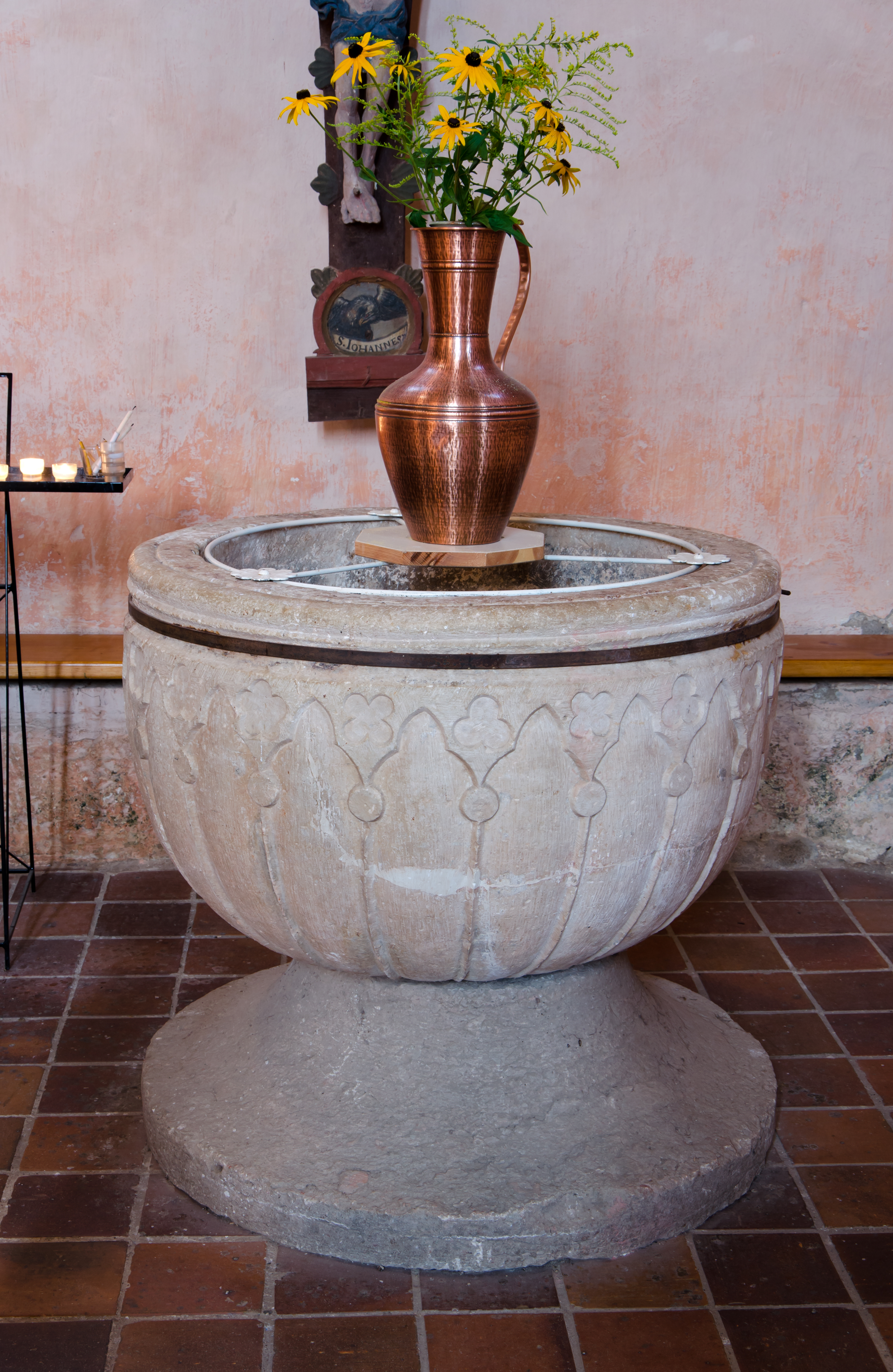
Tauffünte, Ende 13. Jh.

Die Fünte aus Kalkstein vom Ende des 13. Jahrhunderts steht heute an der östlichen Seite der Nordwand des Langhauses. An der Kuppa befindet sich eine Blendreihe mit Kleeblattbögen und in den Zwickeln Drei- und Vierpässe.

#### Taufengel
Der frei im Chor hängende hölzerne Taufengel dürfte zeitgleich mit der Kanzel und dem Altaraufsatz um 1755 entstanden sein. Auf Wunsch wird bei Taufen der Engel herabgelassen und das Wasser in dem Gefäß in seinen Händen bereitgehalten.

#### Opferstock
Der sechseckige alte Opferstock hat einen schmiedeeisernen Deckel, und das hölzerne Becken mit Stil und Fuß wurde mit ornamentreichen Schnitzereien versehen.

#### Konsolen für Totenkränze

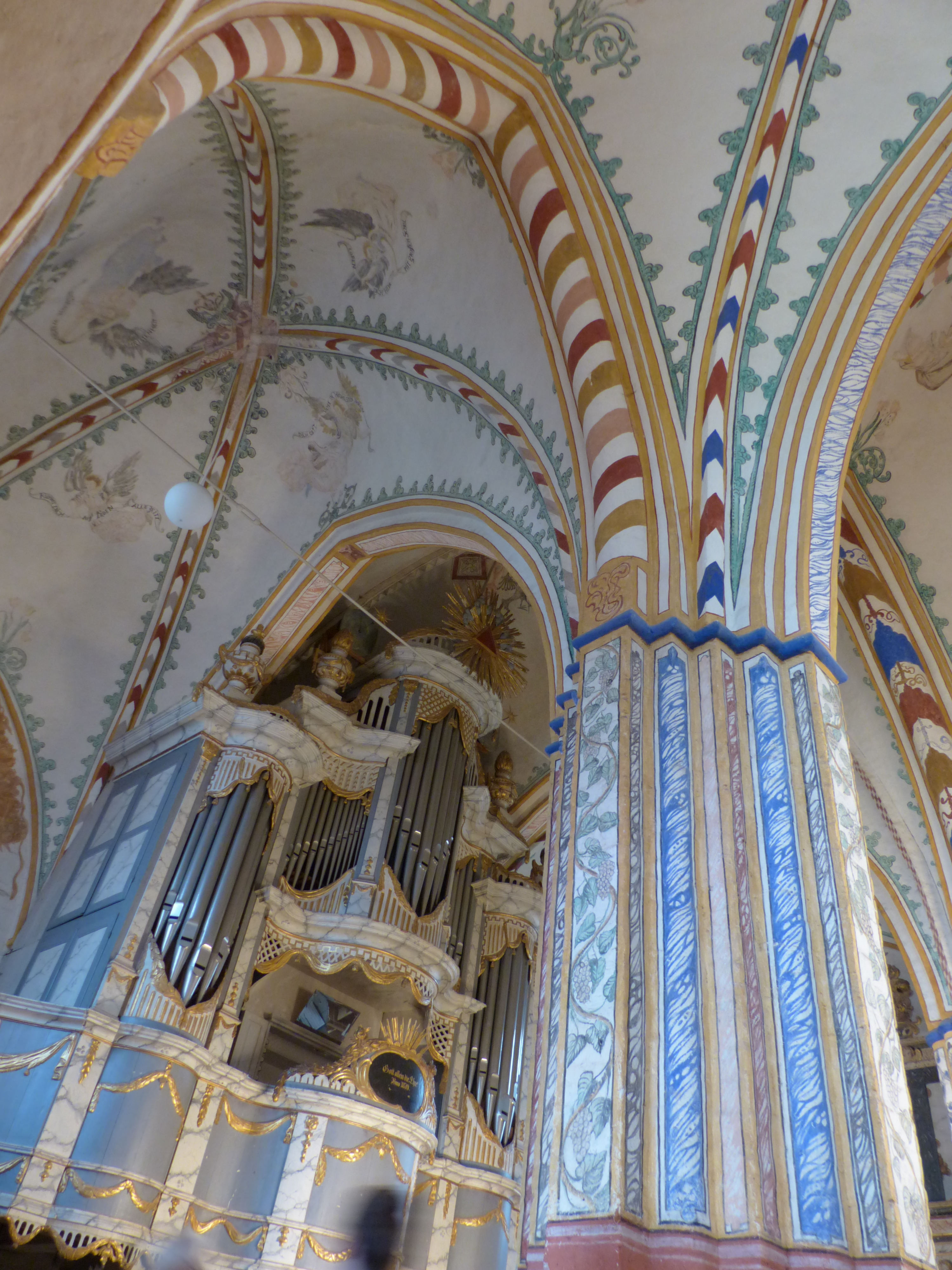
Orgel, gesehen aus dem Südseitenschiff

Eine Erinnerung an den Brauch, junge und ledige Verstorbene mit Totenkränzen zu krönen, die nach der Beisetzung in der Kirche aufgehängt wurden, sind die zehn Konsolbrettchen, auf denen dieser Schmuck, mit Namen und Daten (Exemplare von 1726 bis 1818) versehen, präsentiert wurde.

#### Orgel
Der für Mecklenburg ungewohnt gestaltete Orgelprospekt mit zentralem Spieltisch von 1793 gehört zu dem schmalen Lebenswerk des Wismarer Orgelbauers Christian Friedrich Colbows als der einzige erhaltenen Neubau. Hier mischen sich die Stile zwischen Rokoko und Klassizismus.
Die Basis des heutigen Instruments mit 15 Registern auf zwei Manualen und Pedal bildet ein Werk von Friedrich Wilhelm Winzer (Wismar), der es 1870 im alten Gehäuse eingebaute. 1973 und 1974 wurde durch VEB SCHUKE-Orgelbau aus Potsdam ein neuer Zinnprospekt eingebaut und eine neue Disposition unter Verwendung eines Winzer-Registers erstellt. Die gesamte technische Anlage Winzers mit Schleifladen, Traktur, Windversorgung und Spielanlage blieb dabei erhalten. Die Empore mit der geschwungenen Brüstung und dem verzierten Zopfdekor entstand schon 1780. So steht die hiesige Arbeit der Potsdamer Firma in der Mitte zwischen Neubau und Umbau.

#### Patronatsemporen
Reich mit Schnitzereien verziert sind die Brüstungen der Patronatsemporen, die nicht unwesentlich das Raumbild mitbestimmen. Ursprünglich waren es vier Emporen.
Die Wustrow’sche Empore.
Im Chorraum steht an der Nordwand über einem einfachen Kastengestühl die noch im Originalzustand erhaltene prunkvolle Wustrow’sche Empore mit den Wappen von der Kettenburg und von Plessen. Sie besitzt eine Pilastergliederung und ihre Brüstungsfelder tragen ein flaches Ornamentschnitzwerk. Gekrönt wird sie von einer Wappenkartusche, die von zwei Löwen gehalten wird. Die Empore gehörte Philipp Kajus von der Kettenburg (1708–1760) auf Wustrow und Tützen, er heiratete 1739 in Güstrow Eleonore von Plessen (1702–1771).
Die Mechelsdorfer Empore.
An der Nordseite des Kirchenschiffes befindet sich die Mechelsdorfer Empore. Nach den eingeschnitzten Zahlen ist sie vermutlich 1682 entstanden und zeigt von allen Emporen das reichste Dekor. Die Brüstung trägt einen Wappenschild, der von Putten gehalten wird, sowie Ornamentkartuschen. Die Ecken sind durch paarweise gedrehte Säulen betont, zwischen denen freiplastische Putten stehen. Auf dem Deckenbalken mit Cherubköpfen stehen Wappenschilde und allegorische Figuren. Herr auf Mechelsdorf war zu dieser Zeit Adolf Hans von der Lühe, der 1676 Eva Elisabeth von Moltzan (1661–1712) heiratete. Beider Wappen sind an der Empore vorhanden.
Die Hohen – Niendorf – Kägsdorfer Empore.
Die älteste und zugleich einfachste Empore ist die Hohen – Niendorf – Kägsdorfer Empore aus der ersten Hälfte des 17. Jahrhunderts. Sie war von einfacher Kastenform und ohne Bedachung. Ihre Brüstungsfelder wurden durch einfache, sich teilweise überschneidende Profilrahmen gegliedert. Sie stand im Westjoch des nördlichen Kirchenschiffes und wurde im Interesse einer besseren Raumaufteilung entfernt. Die Wappen von Plüskow und von Bülow sind nicht mehr vorhanden.
Die Blengower Empore.
Sie ist die jüngste Empore und geht auf die Zeit um 1800 zurück. Von ihrem ursprünglichen Standort im Ostjoch des nördlichen Kirchenschiffes wurde sie in den Turm versetzt. Durch ihre nüchterne Gestaltung, die mit Profilen gerahmten Brüstungsfelder und den krönenden Halbrundgiebel ist die Empore nicht sehr auffallend. Interessant scheinen hier nur die beiden goldenen Löwen zu sein, die ihre Köpfe asymmetrisch halten. Diese scheinbare Zufälligkeit war wohl beabsichtigt und hängt mit dem ursprünglichen Standort zusammen. Denn als die Empore errichtet wurde, hatten die Blengower Streit mit dem Pastor, gegen den sie sich jedoch nicht durchsetzen konnten. Als freundliche Rache ließen sie jene beiden Löwen anbringen, deren Köpfe so gedreht waren, dass sie dem Pastor während der Predigt unentwegt die Zunge herausstreckten.

#### Turmhalle
Im Innern des Turmsockels öffnen sich die Wände in großen, tiefen Nischen. Die geplante Wölbung ist nicht ausgeführt worden, Schildbögen sind noch vorhanden. Ursprünglich war die Turmhalle fast in voller Höhe zum Hauptschiff des Langhauses geöffnet.
In der Turmhalle, links vom Treppenaufgang, hängt die Ritterrüstung des 1684 verstorbenen Hardenac von Bibow als Erbherr auf Blengow.
Im Turm befindet sich noch ein Stück von einer sehr alten Gestühlwange mit eingeritzten Wappen. Das erste Wappen ist nur zu erahnen und könnte v. von Pentz sein mit den Buchstaben H V V.P darunter. Das zweite Wappen ist das Wappen von Preen mit den Buchstaben S P. die 3 Pfrieme des Schildbildes liegen waagerecht.

#### Wappen
In der Kirche zu Rerik befinden sich 44 Wappen auf den Emporen, den Grabplatten, im Turm und auf Epitaphen von 18 Adelsgeschlechtern. Es sind derer von Below, von Bibow, von Bülow, von Hahn, von Kardorff, von Kettenburg, von Krakewitz, von Lehsten, von der Lühe, von Maltzan, von Oertzen, von Plessen, von Plüskow, von Preen, von Quitzow, von Stralendorf, von Vieregge und ein unbekanntes Wappen.

#### Glocken
Ursprünglich gab es vier Glocken in der Kirche. Die Johannesglocke von 1460 wurde 1942 auf den Hamburger Glockenfriedhof gebracht und dort bei einem Luftangriff zerstört. Eine Glocke von 1480 wurde durch einen Riss unbrauchbar und das Metall wurde zusammen mit dem einer kleineren Glocke 1892 für den Guss der Friedrich-Franz-III.-Glocke genutzt. Diese Glocke wurde im Ersten Weltkrieg zerstört. Die Catherinenglocke wurde 1519 gefertigt und während des Dreißigjährigen Krieges versteckt und blieb etwa 100 Jahre verschollen. Erst 1742 wurde sie vor dem Kirchturm ausgegraben, hergerichtet und wieder aufgehängt.
2012 ließ Günther Uecker zugunsten der Kirche von Rerik seine genagelte Spirale (Für Rerik) vom Auktionshaus Villa Grisebach in Berlin versteigern. Der Erlös (340.000 Euro) sollte ursprünglich für den Nachguss einer kriegszerstörten Glocke verwendet werden. Tatsächlich wurden zu Ostern 2013 zwei neue Glocken geweiht. Beide Glocken wurden von Günther Uecker künstlerisch gestaltet. Auf der kleineren Glocke nahm Uecker Bezug zu seinen bekannten Nagelbildern – im unteren Drittel der Glocke ist ein umlaufendes Relief aus Nägeln dargestellt. Nunmehr hängen drei Glocken in der Reriker Kirche.
Glocke 1 | f'+7 | 1305 kg | d=1222 mm | 2013 Bachert Karlsruhe
Glocke 2 | as'+7 | 849 kg | d=1040 mm | 2013 Bachert Karlsruhe
Glocke 3 | des''+7 | ~200 kg | d=684 mm | 1519 H.v.Kampen

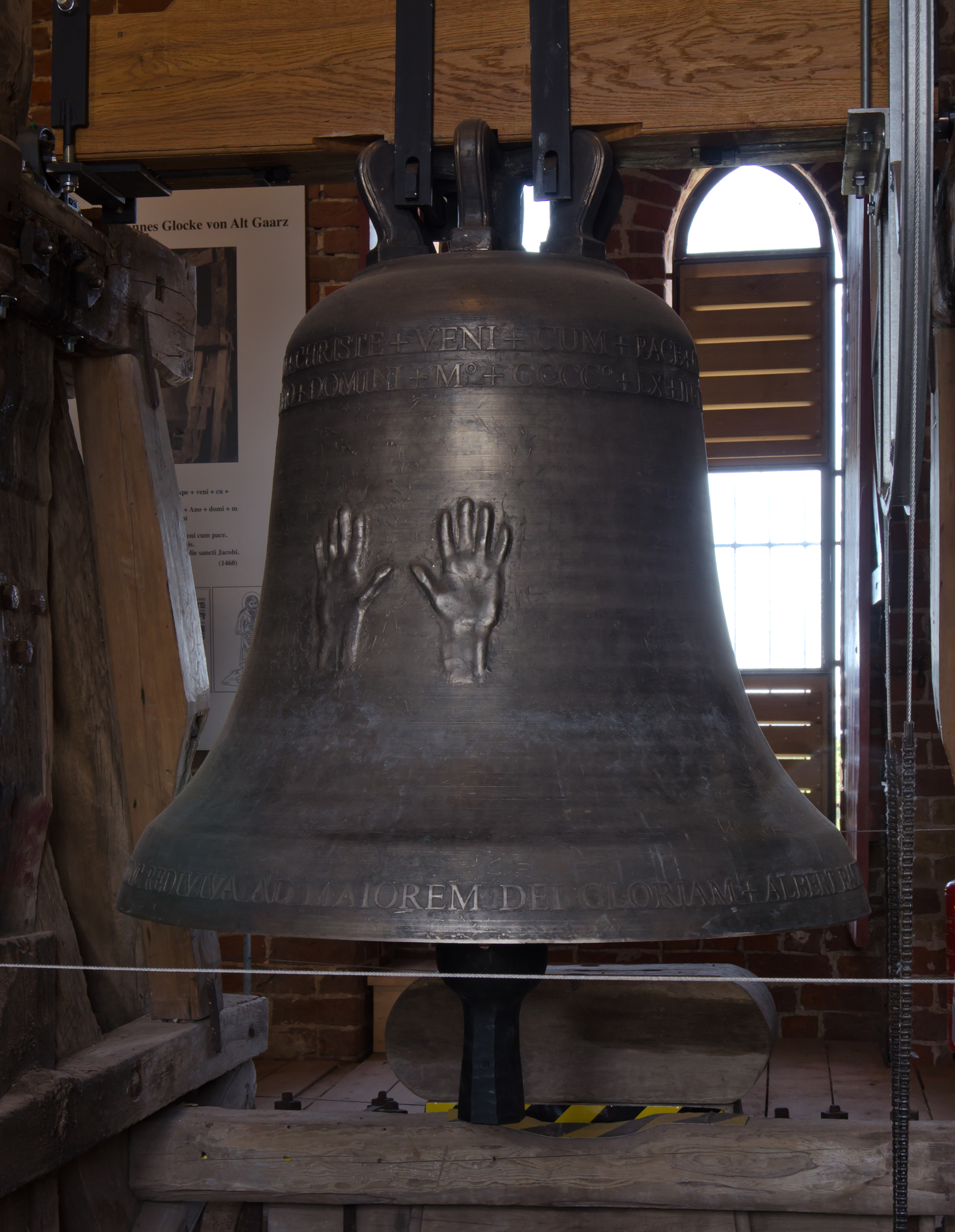
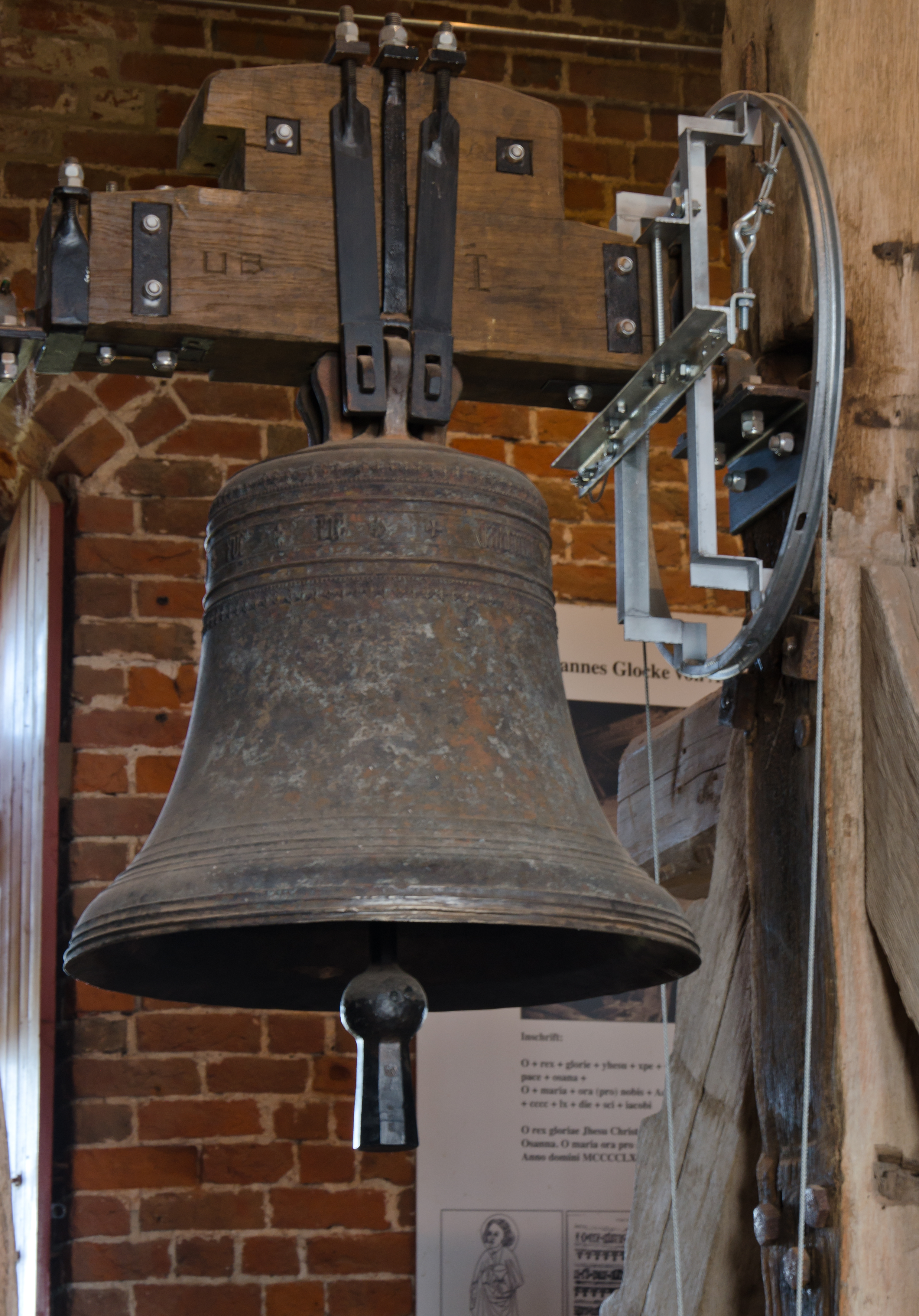
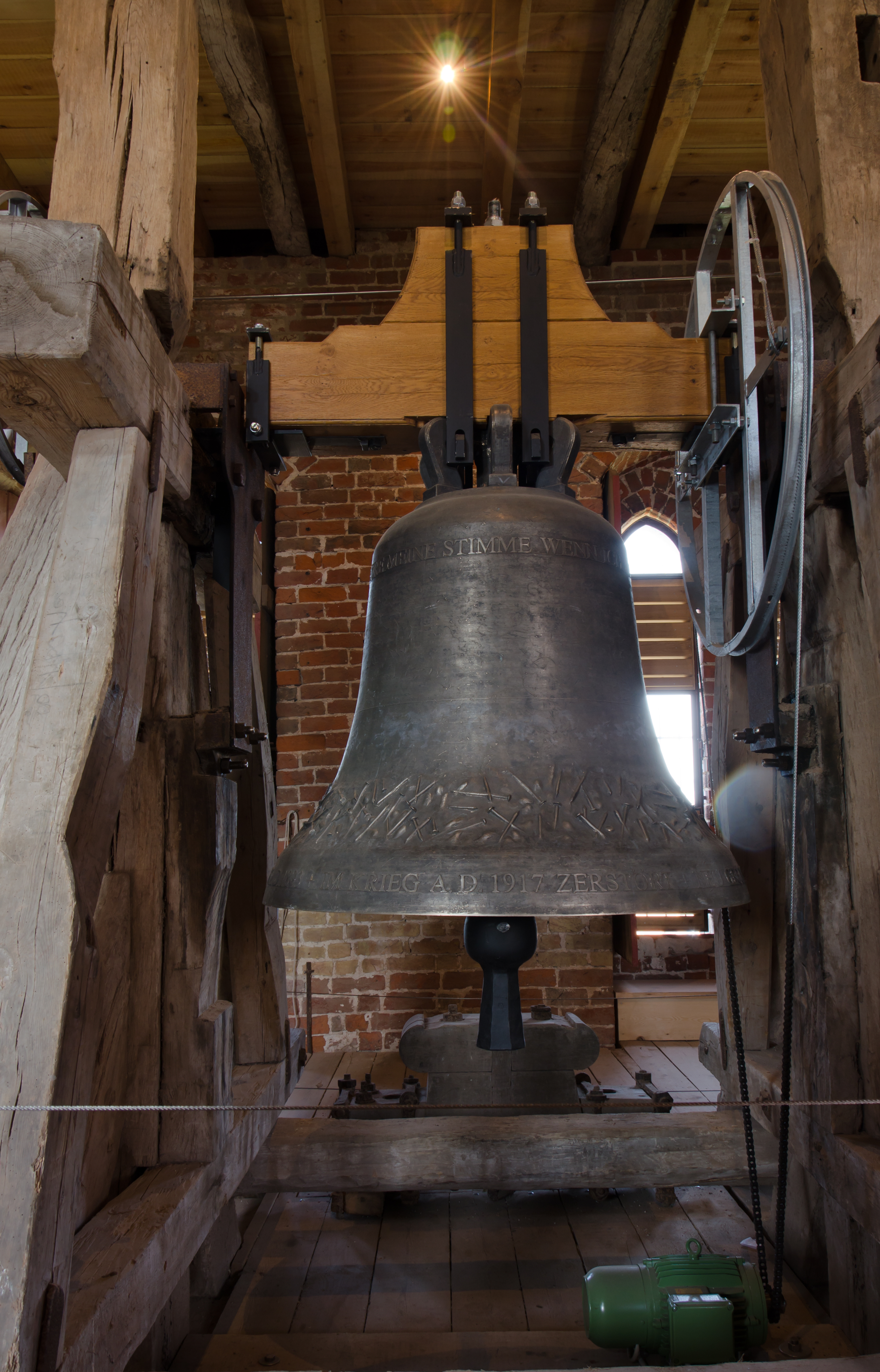
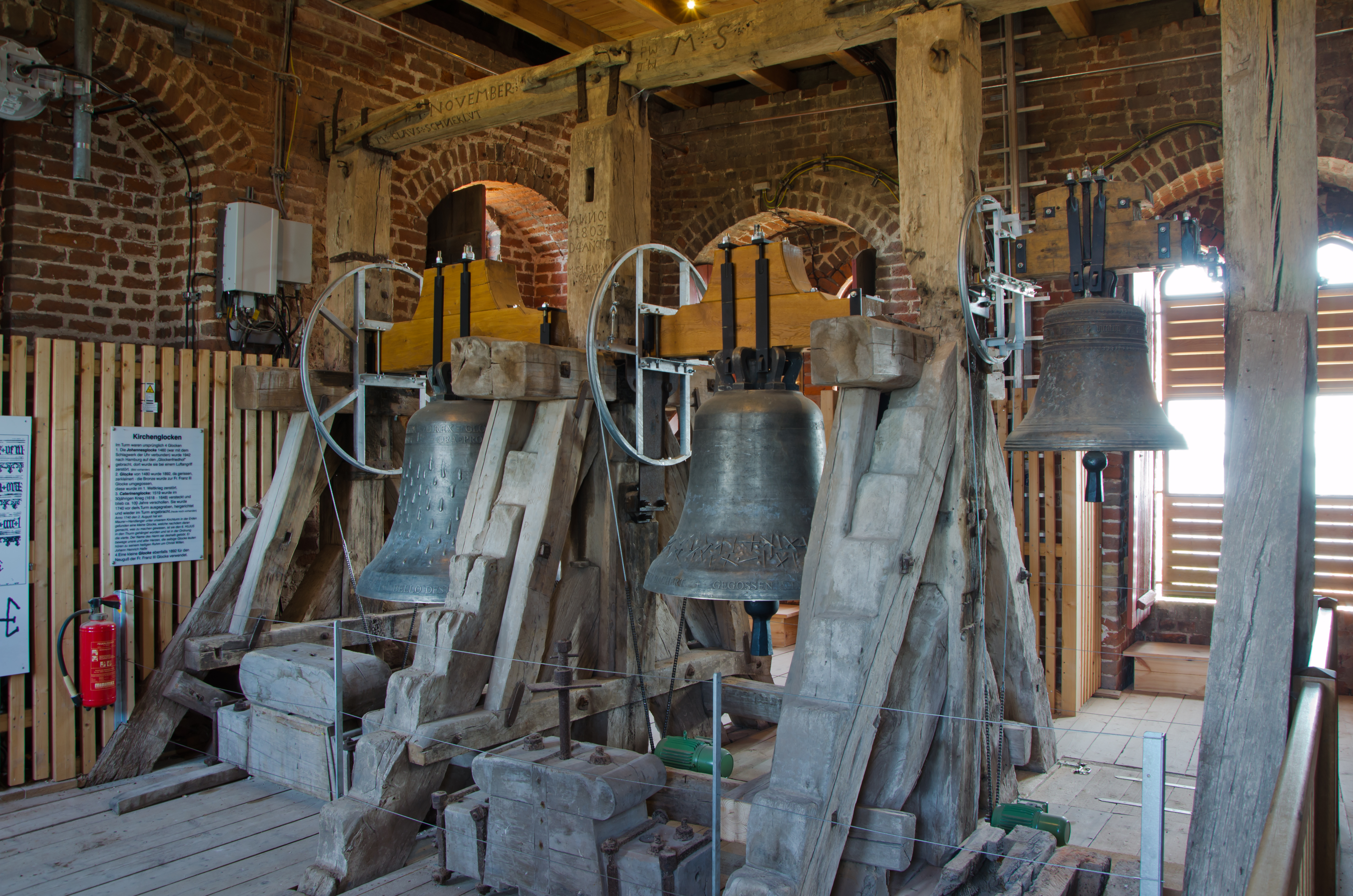

Die 1460 gegossene Johannesglocke hatte seltene, kunsthistorisch bedeutsame Glocken-Ritzzeichnungen.

#### Epitaph

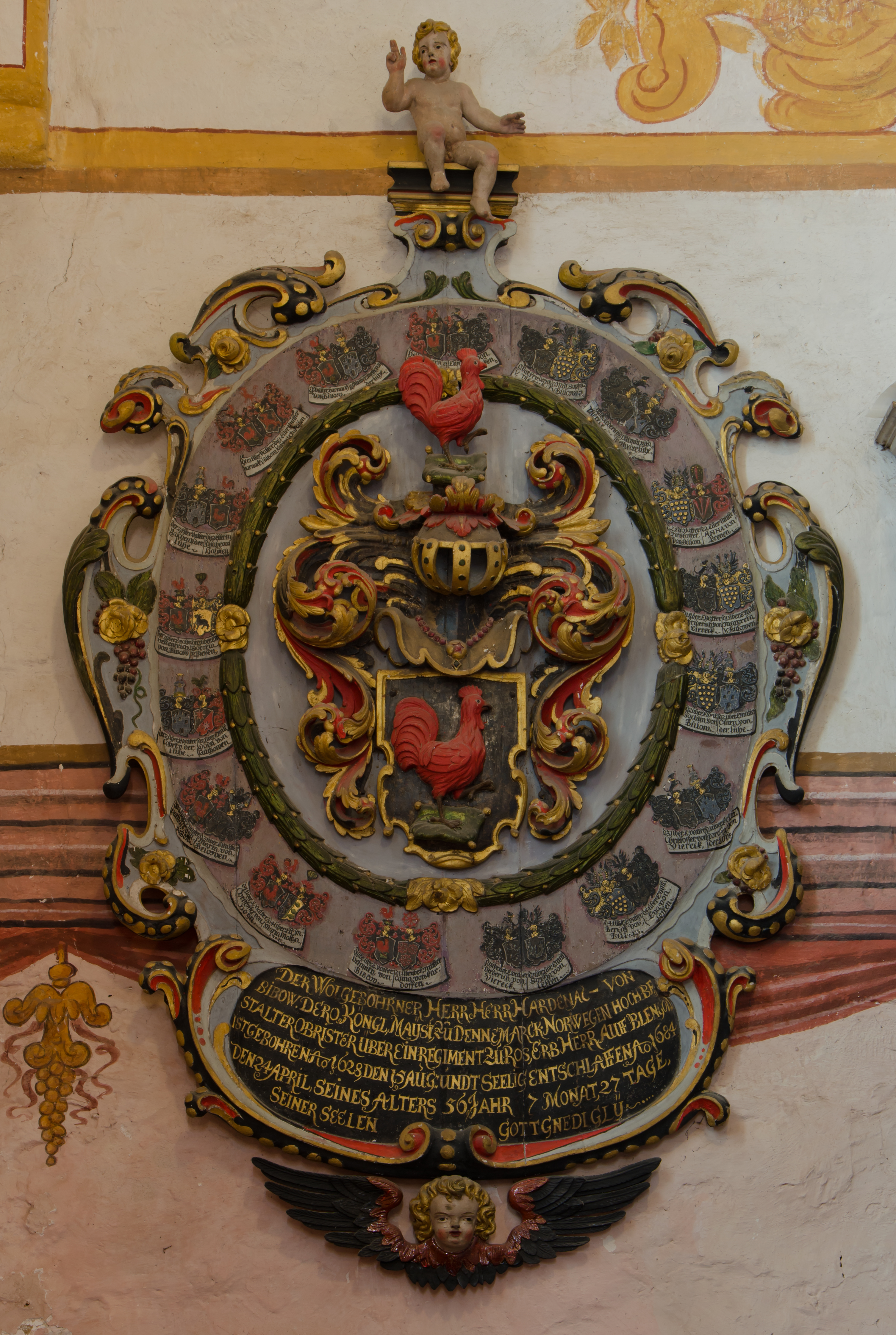
Epitaph des Hardenac von Bibow

An der Westwand vor dem Durchgang zur Turmhalle befindet sich ein großes geschnitztes Epitaph für Hardenac von Bibow (1628–1684), Erbherr auf Bengelow, Dänisch-Norwegischer Oberst im Barockstil. Dieses Epitaph befand sich ursprünglich an der linken Wand vor dem Chorraum in der damals dort vorhandenen Blengow’schen Empore. Nach 1684 entstanden, besteht es aus einem zentralen Wappen, das von zahlreichen Allianzwappen gerahmt wird. Ein Schriftunterhang sowie ein Cherub und Putto vervollständigen sein Erscheinungsbild. Die Inschrift lautet: DER WOLGEBORNER HERR HERR HARDENAC VON BIBOW. DERO KÖNIGL: MAYST. ZU DENNEMARCK NORWEGEN HOCH BESTALTER OBRISTER ÜBER EIN REGIMNT ZU ROS, ERBHERR AUF BLENGOW IST GEBOHREN Ao 1628, DEN 15 AUG. UNDT SEELIG ENTSCHLAFFEN Ao 1684, DEN 24 APRIL, SEINES ALTERS 56 JAHR 7 MONAT, 27 TAGE: SEINER SEELEN GOTT GNEDIGLYCH.
In der Mitte des Epitaphs befindet sich das Wappen Bibow mit dem roten Hahn für den Geehrten. Die Ahnen sind auf der Schwert- und Spindelseite paarweise aufgeführt. Das Elternpaar befindet sich mit beiden Wappen an der Oberseite der kreisförmigen Anordnung.
Das mittlere Wappen über dem roten Hahn ist für den Vater Heidenreich von Bibow und die Mutter Elisabeth von Vierecken. Links davon der Obervater, väterliche Seite Hardenac von Bibow mit der Obermutter, väterliche Seite Mette von der Lühe. Auf der rechten Seite der Obervater, mütterliche Seite Friedrich von Vieregg und die Obermutter, mütterliche Seite Sophie von Bülow. Auf den nachfolgenden 24 Allianzwappen sind die Elternväter und -mütter, Überelternväter und -mütter und die Darüberelternväter väterlicher und mütterlicher Seite immer aufgeführt. Darunter befinden sich auch die Adelsfamilien Hahnen, Preen, Belowen, Quitzowen, Lehsten und Kardorff.
In der Turmhalle hängt an der Nordseite ein polychromes Holzepitaph für von Plüskow ohne Datum.

#### Grabplatten
Vor dem Altar lagen zwei Grabplatten. Sie sind im Südeingang der Kirche an der Wand aufgestellt. Die eine Platte ist mit den Wappen von Oertzen und von Stralendorff versehen. Die Inschrift lautet: Anno* domini*m*cccc*lxv*iar*done*starf*de*edelghebaren*vicke*van*oerssen*un*alheyt*syne*husvrouwe*dat*en*got*gnedich*vn*barmhartich*sy* Die beiden Personen sind der Knappe und Mecklenburgische Rat Vicke von Oertzen, Besitzer von Wustrow, gestorben 1465 und in der hiesigen Kirche begraben. Seine Ehefrau ist Adelheid von Stralendorff aus dem Hause Gamehl, vermutlich auch 1465 gestorben und in der Kirche beigesetzt. Die zweite, stark abgetretene Grabplatte ist mit Resten eines nicht zu erkennenden Wappen versehen und wurde als Grabstein für Johann Schütze, der von 1682 bis 1704 Pastor in Alt Gaarz war, zweitverwendet. Eine dritte, stark abgetretene Grabplatte ist an der Wand hinter dem Altar angebracht. Spuren des Oertzen’schen Wappenschildes lassen Sivert von Oertzen vermuten.

## Pastoren
Namen und Jahreszahlen bezeichnen die nachweisbare Erwähnung als Pastor.
- 1245–1300 Geistliche Dietrich, Johann und Berthold.[2]
- 1355–1405 Kirchenrektor Gerhard Cruse.[3]
- 1405–0000 Vicepfarrer Henning Evermann.
- 1414–1421 Johann Cletzeke.
- 0000–1506 Pleban Eggerd Schwarz.
- 1506–1516 Johann Lüderstorf, klagte gegen Mathias von Oertzen auf Roggow.
- 1535–1549 Jodocus Scheler, durch Herzog Albrecht berufen, flüchtete nach Lübeck.
- 1549–1553 Georg Pantzier (Pantzen, Pantzin).
- 1553–1581 Johannes Wipperdingk, vorher sechs Jahre Küster in Alt Gaarz, wegen Alters abgesetzt.
- 1582–1592 Georg Auriga, vorher Kapellan zu Schönberg, Pastor in Damshagen.
- 1592–1631 Matthias Rötger aus Westfalen.
- 1631–1639 Christian Wulf aus Greifenhagen/Pommern, starb an der Pest.
- 1639–1681 Christian Liskow aus Prenzlau. Ganzfiguriges Porträt als Ölgemälde von 1668, wohl von Hinrich Greve aus Wismar. Inschrift: Chritianus Liscovinus Pastor zu Gartz ist geboren zu Pentzlou in der Marck Anno 16.. confierjet in seinem 68 und seine predig im 43 Jahr selig gestorben Ano 1682 den 21. August
- 1682–1704 Johann Schütz aus Alt Karin.
- 1705–1733 Hartmann Hermann Müller aus Grabow. Sein Porträt als Ölgemälde nicht mehr vorhanden.
- 1737–1778 Johann Heinrich Hasse aus Rostock. Sein Porträt als Ölgemälde vorhanden.
- 1779–1782 Peter Bernd Stange, Pastorensohn aus Bernitt.
- 1783–1803 Leopold Adolf Heinrich Fabricius aus Groß Vielen.
- 1803–1842 Johann Joachim Riedl aus Diedrichshagen.
- 1843–1860 Christian Gottfried Berg, Pastorensohn aus Wustrow, danach in Hagenow
- 1860–1882 Johann Friedrich Ludwig Steinsaß zu Wichmannsdorf bei Kröpelin, Sohn des Gutsinspektors. Er war ein Original in seinem Denken, Reden und Handeln, blieb aber unverheiratet.
- 1882–1917 Ludwig August Willers aus Pampow bei Schwerin.
- 1919–1921 Sibrand Ludwig Hans Siegert, danach Pfarrkirche Güstrow.
- 1922–1964 Heinrich Ernst Julius Hamann, ab 1934 Propst.[36]
- 1965–1969 Walter Schultz.
- 1970–1978 Manfred von Saß.
- 1978–2002 Heiko Münch.
- 2002–2017 Karen Siegert, auch Russow und Biendorf.
- 2018–0000 Jean-Dominique Lagies.

## Heutige Gemeinde
Zur Evangelisch-Lutherischen Kirchengemeinde Rerik gehören die Ortsteile Bastorf, Bolengow, Gaarzer Hof, Garvsmühlen, Hohen Niendorf, Kägsdorf, Meschelsdorf, Meschendorf, Rerik mit Kirche, Wendelstorf, Westhof und Wichmannsdorf. Die Kirchgemeinde ist verbunden mit der Kirchgemeinde Biendorf-Russow, und der Pfarrsitz ist Rerik.

## Kirchhof

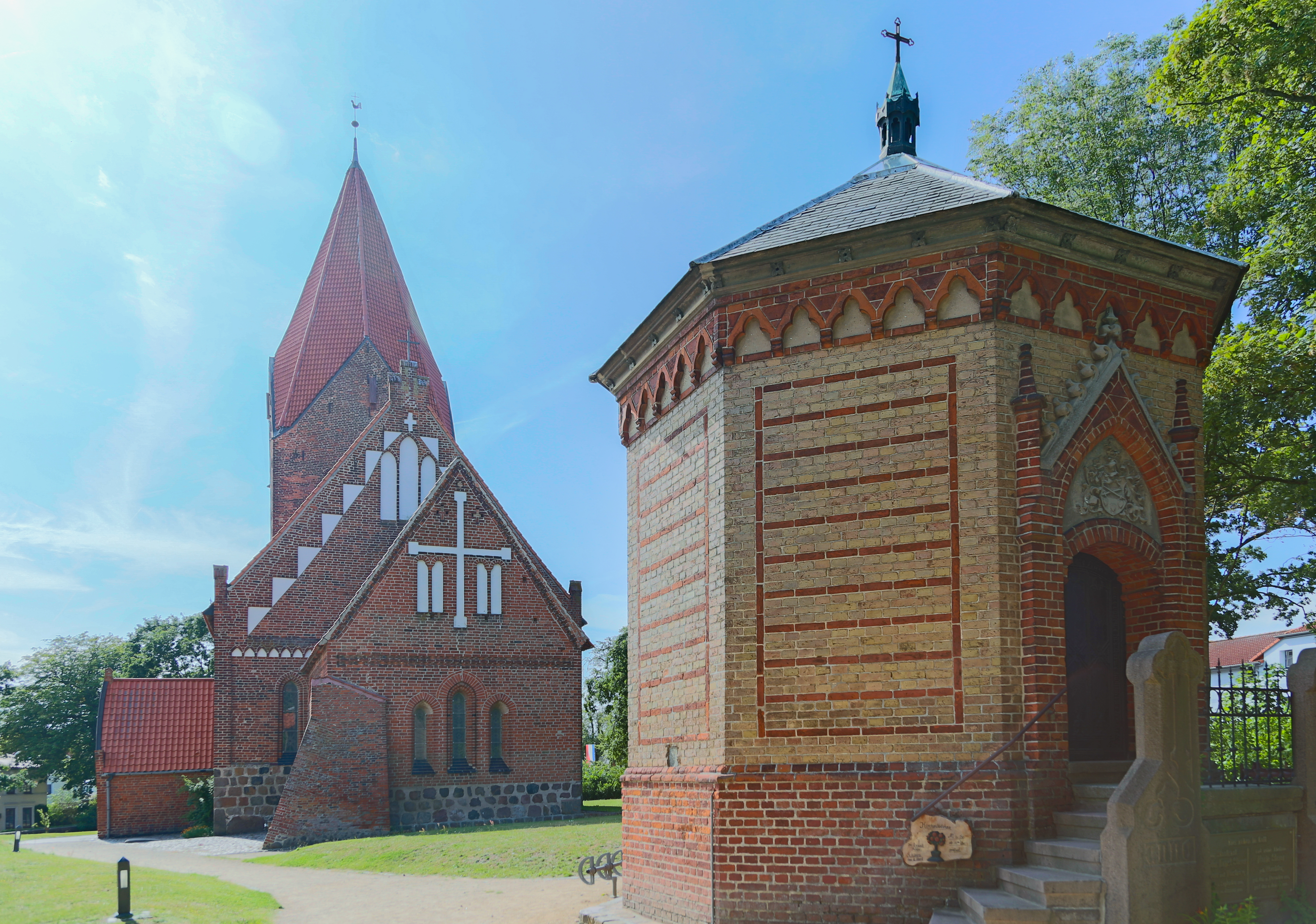
Mausoleum Stever mit Kirche

In der Ostecke des Friedhofs befindet sich ein achteckiges Mausoleum. Es wurde 1858 aus Backstein errichtet und ist mit einem flachen Zeltdach versehen. Es gehört der Familie Stever. Theodor Ernst Stever, am 12. März 1781 in Rostock geboren, kaufte Wustrow und wurde am 25. August 1820 mit Wustrow und Tützen belehnt. Sein Sohn Theodor Ernst Stever, am 3. September 1815 in Rostock geboren, wurde Erbherr auf Wustrow und war Staatsrat. Er war mit Caroline Marie Pauline Wächter verheiratet. Am 30. Januar 1857 verunglückte er tödlich mit einer Jagdwaffe. Sein Sohn, der letzte Besitzer von Wustrow, wurde durch einen Blitz erschlagen. Im Spitzbogen über dem Eingang zum Mausoleum befindet sich das in Sandstein gehauene Wappen von Stever (1742). Es stellt in Silber ein mit zwei geschrägten silbernen Schwertern mit goldenen Griffen belegter breiter roter Balken, darüber ein stöbernder brauner Jagdhund, darunter drei rote Herzen, auf dem Helme mit rot-silberner Decke der Jagdhund wachend, dar.

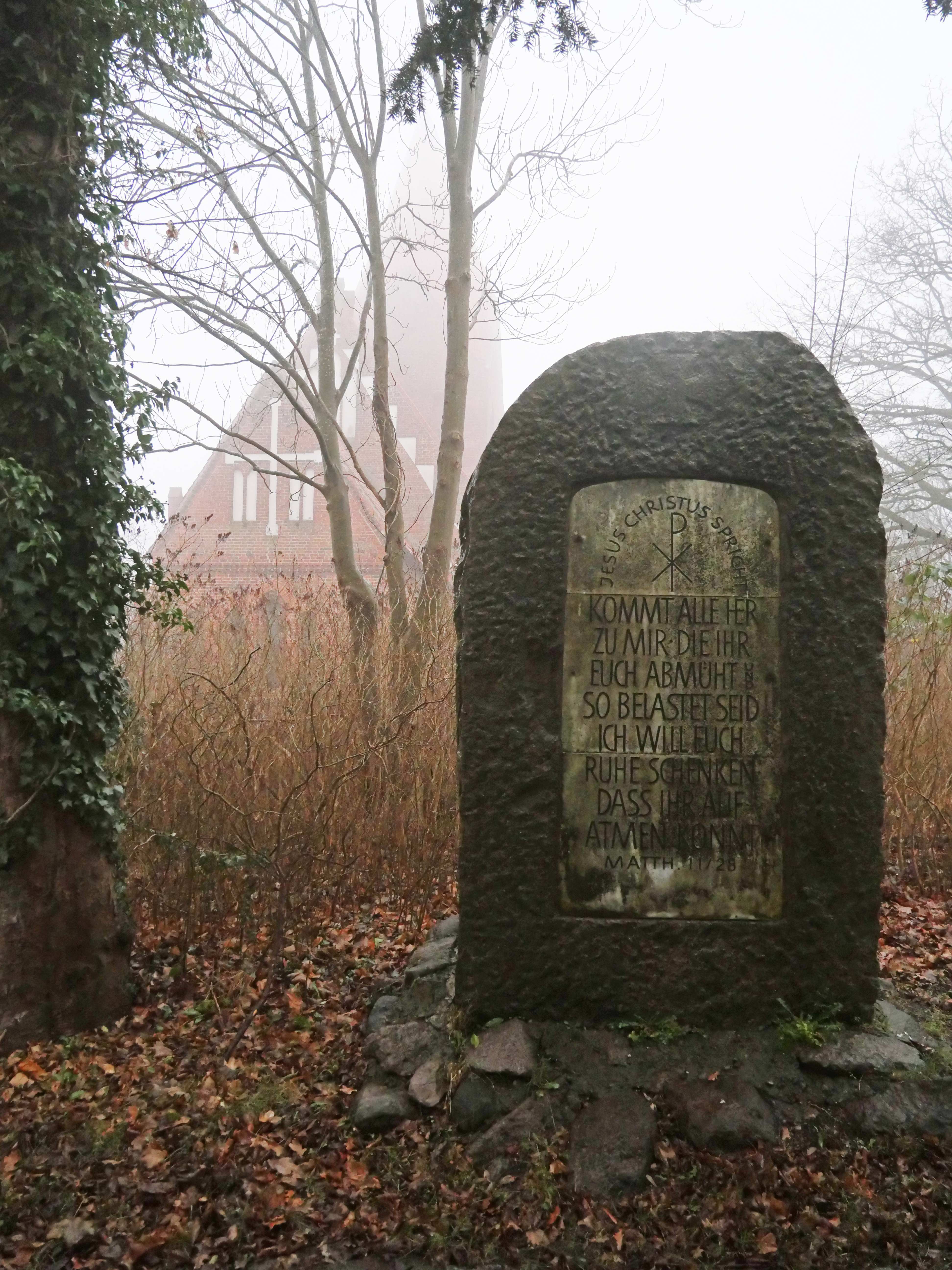
Kriegerdenkmal

Wenige Meter nördlich des Mausoleums steht etwas versteckt ein Gedenkstein für die Gefallenen des Ersten Weltkriegs.
Die ursprünglich am Stein angebrachte Tafel mit den Namen der Gefallenen befindet sich inzwischen in der Kirche und wurde durch eine Tafel mit einem Vers aus Evangelium nach Matthäus ersetzt. Das oben am Stein befindliche Eiserne Kreuz ist nur noch schwach erkennbar.

### Gedruckte Quellen
- Mecklenburgisches Urkundenbuch (MUB)
- Mecklenburgische Jahrbücher (MJB)

### Ungedruckte Quellen
Landeshauptarchiv Schwerin (LHAS)
- LHAS 5.12-3/1 Mecklenburg-Schwerinsches Ministerium des Innern.
- LHAS 5.12-4/3 Ministerium für Landwirtschaft, Domänen und Forsten.
- LHAS 5.12-7/1 Mecklenburg-Schwerinsches Ministerium für Unterricht, Kunst, geistliche und Medizinalangelegenheiten.
- LHAS 5.12-9/10 Landratsamt Wismar 1921–1945.

Landeskirchliches Archiv Schwerin (LKAS)
- OKR Schwerin, Personalia und Examina.
- OKR Schwerin, Specialia Abt. 3, Nr. 17, 25. 26.
- Landessuperintendentur Rostock-Land, 33 Rerik (Alt Gaarz), Nr. 40 Bauten-Kirche 1936–1984.
- Alt Gaarz (Rerik) Bauzeichnungen und Pläne kirchlicher Gebäude, Nr. 001–008 Grundriss, Schnitt, Chor, Seitenfenster, Gestühl und Sitzplätze, Empore, auf Karton und Pergament o. D., Baumeister unleserlich.

Stadtarchiv der Hansestadt Wismar
- Nachlässe.